# PSV in het seizoen 2021/22 (mannen)
Het seizoen 2021/22 is het 109e jaar in het bestaan van PSV. De Eindhovense voetbalclub nam in deze jaargang voor het 66e opeenvolgende jaar deel aan de Eredivisie en aan de toernooien om de TOTO KNVB Beker en de Europa Conference League.

## Seizoensverloop
Aan het begin van het seizoen stroomde PSV in de tweede kwalificatieronde van de UEFA Champions League. PSV won de tweeluik met een totaalscore van 7 – 2 van Galatasaray. Ook in de derde kwalificatieronde won PSV de tweeluik met een totaalscore van 4 – 0 van FC Midtjylland. In de play-offronde verloor PSV echter met een totaalscore van 1 – 2 van SL Benfica, waar in de terugwedstrijd met 0 – 0 thuis gelijk werd gespeeld, en plaatste zich voor de groepsfase van de UEFA Europa League. PSV eindigde uiteindelijk als derde in de groep met AS Monaco, Real Sociedad en Sturm Graz. Hierdoor overwinterde PSV niet in de UEFA Europa League, maar stroomde door naar de tussenronde van de UEFA Europa Conference League. In deze ronde won PSV de tweeluik met een totaalscore van 2 – 1 van Maccabi Tel Aviv. Ook in de achtste finale won PSV de tweeluik met een totaalscore van 8 – 4 van FC Kopenhagen. In de kwartfinale verloor PSV de tweeluik met een totaalscore van 1 – 2 van Leicester City en werd uitgeschakeld in de UEFA Europa Conference League.
In de KNVB Beker werd PSV de bekerwinnaar van dit seizoen voor de tiende keer. PSV won in de finale met 2 – 1 van Ajax.
PSV eindigde dit seizoen in de Eredivisie op de 2e plaats, dat recht geeft om deel te nemen aan de derde voorronde van de Champions League van het volgende seizoen. De achterstand op de kampioen Ajax bedroeg twee punten. Vooral bij de topwedstrijden tegen Ajax en Feyenoord wist PSV geen van alle te winnen. In de tweede seizoenshelft stond PSV grotendeels op de 2e plaats, al was het verschil met Ajax minimaal tijdens het seizoen.

## Selectie
| Nr.           | Nat.                      | Naam               | Geb. dat.  | Bij PSV | Contract tot juli | Optie    | Vorige club        | Bedrag       | Positie     | Notitie                               |
| Keepers       | Keepers                   | Keepers            | Keepers    | Keepers | Keepers           | Keepers  | Keepers            | Keepers      | Keepers     | Keepers                               |
| ------------- | ------------------------- | ------------------ | ---------- | ------- | ----------------- | -------- | ------------------ | ------------ | ----------- | ------------------------------------- |
| 13            | Vlag van Duitsland        | Vincent Müller     | 23-08-2000 | 2020    | 2023              | -        | Würzburger Kickers | € 500.000    | K           |                                       |
| 16            | Vlag van Nederland        | Joël Drommel       | 16-11-1996 | 2021    | 2026              | -        | FC Twente          | € 3.500.000  | K           |                                       |
| 21            | Vlag van België           | Maxime Delanghe    | 23-05-2001 | 2019    | 2023              | -        | Eigen jeugd        | -            | K           |                                       |
| 38            | Vlag van Zwitserland      | Yvon Mvogo         | 06-06-1994 | 2020    | 2022              | -        | RB Leipzig         | Huur         | K           | Zwitsers international                |
| Verdedigers   |                           |                    |            |         |                   |          |                    |              |             |                                       |
| 3             | Vlag van Nederland        | Jordan Teze        | 30-09-1999 | 2018    | 2024              | -        | Eigen jeugd        | -            | RV          | Eigen jeugd; Nederland –21            |
| 4             | Vlag van Nederland        | Armando Obispo     | 05-03-1999 | 2016    | 2025              | -        | Vitesse            | Was verhuurd | CV          | Eigen jeugd                           |
| 5             | Vlag van Brazilië         | André Ramalho      | 16-02-1992 | 2021    | 2024              | -        | Red Bull Salzburg  | € 2.500.000  | CV          |                                       |
| 18            | Vlag van Frankrijk        | Olivier Boscagli   | 18-11-1997 | 2019    | 2025              | -        | OGC Nice           | € 2.000.000  | LV, CV      |                                       |
| 29            | Vlag van Oostenrijk       | Phillipp Mwene     | 29-01-1994 | 2021    | 2024              | -        | 1. FSV Mainz 05    | -            | LV, RV      | Oostenrijks international             |
| 31            | Vlag van Duitsland        | Philipp Max        | 30-09-1993 | 2020    | 2024              | -        | FC Augsburg        | € 8.000.000  | LV          | Duits international                   |
| Middenvelders |                           |                    |            |         |                   |          |                    |              |             |                                       |
| 6             | Vlag van Ivoorkust        | Ibrahim Sangaré    | 02-12-1997 | 2020    | 2025              | -        | Toulouse FC        | € 9.000.000  | VM, CM      | Ivoriaans international               |
| 8             | Vlag van Nederland        | Marco van Ginkel   | 01-12-1992 | 2021    | 2023              | -        | Chelsea FC         | -            | CM          |                                       |
| 15            | Vlag van Mexico           | Érick Gutiérrez    | 15-06-1995 | 2018    | 2023              | -        | CF Pachuca         | € 6.000.000  | CM          | Mexicaans international               |
| 17            | Vlag van Brazilië         | Mauro Júnior       | 06-05-1999 | 2017    | 2025              | -        | Heracles Almelo    | Was verhuurd | AM, RA, LA  |                                       |
| 23            | Vlag van Nederland        | Joey Veerman       | 19-11-1998 | 2022    | 2026              | -        | sc Heerenveen      | € 6.000.000  | CM          |                                       |
| 27            | Vlag van Duitsland        | Mario Götze        | 03-06-1992 | 2020    | 2024              | -        | Borussia Dortmund  | -            | AM, LV, SP  | Duits international                   |
| 30            | Vlag van Nieuw-Zeeland    | Ryan Thomas        | 20-12-1994 | 2018    | 2022              | -        | PEC Zwolle         | € 2.750.000  | CM          | Nieuw-Zeelands international          |
| 37            | Vlag van Verenigde Staten | Richard Ledezma    | 06-09-2000 | 2019    | 2024              | -        | Eigen jeugd        | -            | CAM         | Eigen jeugd                           |
| Aanvallers    |                           |                    |            |         |                   |          |                    |              |             |                                       |
| 7             | Vlag van Israël           | Eran Zahavi        | 25-07-1987 | 2020    | 2022              | -        | Guangzhou R&F      | Transfervrij | SP          | Israëlisch international              |
| 9             | Vlag van Brazilië         | Carlos Vinícius    | 25-03-1995 | 2021    | 2023              | Tot koop | SL Benfica         | Huur         | SP          |                                       |
| 10            | Vlag van Engeland         | Noni Madueke       | 10-03-2002 | 2019    | 2025              | -        | Eigen jeugd        | -            | AM, RV, LV  | Eigen jeugd                           |
| 11            | Vlag van Nederland        | Cody Gakpo         | 07-05-1999 | 2016    | 2026              | -        | Eigen jeugd        | -            | LA          | Eigen jeugd; Nederlands international |
| 19            | Vlag van Portugal         | Bruma              | 24-10-1994 | 2019    | 2024              | -        | Olympiakos Piraeus | Was verhuurd | LA          |                                       |
| 20            | Vlag van Argentinië       | Maximiliano Romero | 09-01-1999 | 2018    | 2023              | -        | Vélez Sarsfield    | € 10.000.000 | SP          |                                       |
| 25            | Vlag van Japan            | Ritsu Doan         | 16-06-1998 | 2019    | 2024              | -        | Arminia Bielefeld  | Was verhuurd | CAM, LA, RA | Japans international                  |
| 32            | Vlag van België           | Yorbe Vertessen    | 08-01-2001 | 2019    | 2025              | -        | Eigen jeugd        | -            | SP          | Eigen jeugd                           |

## Staf eerste elftal
Technische staf
|                    | Naam                 | Functie            | Contract tot |
| ------------------ | -------------------- | ------------------ | ------------ |
| Vlag van Duitsland | Roger Schmidt        | Hoofdtrainer/Coach | 30 juni 2022 |
| Vlag van Nederland | André Ooijer         | Assistent-trainer  |              |
| Vlag van Duitsland | Jens Wissing         | Assistent-trainer  | 30 juni 2022 |
| Vlag van Duitsland | Jörn Wolf            | Assistent-trainer  | 30 juni 2022 |
| Vlag van Nederland | Boudewijn Zenden     | Assistent-trainer  |              |
| Vlag van Nederland | Raimond van der Gouw | Keeperstrainer     | 30 juni 2022 |

Begeleidende staf
|                    | Naam                  | Functie            |
| ------------------ | --------------------- | ------------------ |
| Vlag van Nederland | Bas Roorda            | Teammanager        |
| Vlag van Nederland | Mart van den Heuvel   | Spelersbegeleider  |
| Vlag van Duitsland | Benjamin Kügel        | Fysieke trainer    |
| Vlag van Nederland | Yannick van der Schee | Fysieke trainer    |
| Vlag van Nederland | Ginola Alflen         | Video-analist      |
| Vlag van Nederland | Pier Tensen           | Video-analist      |
| Vlag van Nederland | Nick van der Horst    | Fysiotherapeut     |
| Vlag van Nederland | Rob van Hunnik        | Fysiotherapeut     |
| Vlag van Nederland | Steffen Lutz          | Fysiotherapeut     |
| Vlag van Nederland | Eddy Pepels           | Verzorger          |
| Vlag van Nederland | Martijn op den Buijs  | Materiaalverzorger |
| Vlag van Nederland | Adri van Dooren       | Materiaalverzorger |
| Vlag van Nederland | Gust van Montfort     | Medisch manager    |
| Vlag van Nederland | Rob Bogie             | Clubarts           |
| Vlag van Nederland | Wart van Zoest        | Clubarts           |
| Vlag van Nederland | Ruud van Elk          | Sportwetenschapper |

Overige staf
|                    | Naam                       | Functie                |
| ------------------ | -------------------------- | ---------------------- |
| Vlag van Nederland | Ernest Faber               | Hoofd jeugdafdeling    |
| Vlag van Nederland | Sanne Clements             | Manager perszaken      |
| Vlag van Nederland | John de Jong               | Directeur voetbalzaken |
| Vlag van Nederland | Jan Vennegoor of Hesselink | Manager voetbalzaken   |

## Transfers
Voor recente transfers bekijk: Lijst van Eredivisie transfers zomer 2021/22

Voor recente transfers bekijk: Lijst van Eredivisie transfers winter 2021/22
Aangetrokken
|                     | Naam              | Positie      | Oude club                 | Land        | Per              | Transfersom  |
|                     | Transfers         | Transfers    | Transfers                 | Transfers   | Transfers        | Transfers    |
| ------------------- | ----------------- | ------------ | ------------------------- | ----------- | ---------------- | ------------ |
| Vlag van Nederland  | Joël Drommel      | Doelman      | FC Twente                 | Nederland   | 1 juli 2021      | € 3.500.000  |
| Vlag van Nederland  | Marco van Ginkel  | Middenvelder | Chelsea FC                | Engeland    | 1 juli 2021      | Transfervrij |
| Vlag van Oostenrijk | Phillipp Mwene    | Verdediger   | 1. FSV Mainz 05           | Duitsland   | 1 juli 2021      | Transfervrij |
| Vlag van Nederland  | Davy Pröpper      | Middenvelder | Brighton & Hove Albion FC | Engeland    | 1 juli 2021      | Transfervrij |
| Vlag van Brazilië   | André Ramalho     | Verdediger   | Red Bull Salzburg         | Oostenrijk  | 1 juli 2021      | € 2.500.000  |
| Vlag van Nederland  | Joey Veerman      | Middenvelder | sc Heerenveen             | Nederland   | 4 januari 2022   | € 6.000.000  |
|                     | Gehuurd           |              |                           |             |                  |              |
| Vlag van Brazilië   | Carlos Vinícius   | Aanvaller    | SL Benfica                | Portugal    | 31 augustus 2021 | n.v.t.       |
|                     | Terug van verhuur |              |                           |             |                  |              |
| Vlag van Portugal   | Bruma             | Aanvaller    | Olympiakos Piraeus        | Griekenland | 1 juli 2021      | n.v.t.       |
| Vlag van Japan      | Ritsu Doan        | Aanvaller    | Arminia Bielefeld         | Duitsland   | 1 juli 2021      | n.v.t.       |
| Vlag van Nederland  | Derrick Luckassen | Verdediger   | Kasımpaşa SK              | Turkije     | 1 juli 2021      | n.v.t.       |
| Vlag van Tsjechië   | Michal Sadílek    | Middenvelder | FC Slovan Liberec         | Tsjechië    | 1 juli 2021      | n.v.t.       |

Vertrokken
|                    | Naam              | Positie      | Nieuwe club        | Land      | Per              | Transfersom  |
|                    | Transfers         | Transfers    | Transfers          | Transfers | Transfers        | Transfers    |
| ------------------ | ----------------- | ------------ | ------------------ | --------- | ---------------- | ------------ |
| Vlag van Duitsland | Lars Unnerstall   | Doelman      | FC Twente          | Nederland | 1 juli 2021      | Transfervrij |
| Vlag van Nederland | Joël Piroe        | Aanvaller    | Swansea City AFC   | Engeland  | 2 juli 2021      | € 2.000.000  |
| Vlag van Nederland | Pablo Rosario     | Middenvelder | OGC Nice           | Frankrijk | 27 juli 2021     | € 6.000.000  |
| Vlag van Nederland | Donyell Malen     | Aanvaller    | Borussia Dortmund  | Duitsland | 27 juli 2021     | € 30.000.000 |
| Vlag van Nederland | Denzel Dumfries   | Verdediger   | Internazionale     | Italië    | 14 augustus 2021 | € 15.000.000 |
| Vlag van Nederland | Mohamed Ihattaren | Middenvelder | Juventus           | Italië    | 31 augustus 2021 | € 5.500.000  |
| Vlag van Nederland | Nick Viergever    | Verdediger   | Greuther Fürth     | Duitsland | 1 september 2021 | € 300.000    |
| Vlag van België    | Dante Rigo        | Middenvelder | Beerschot VA       | België    | 4 januari 2022   | Transfervrij |
| Vlag van Nederland | Davy Pröpper      | Middenvelder | Gestopt            |           | 4 januari 2022   |              |
|                    | Was gehuurd       |              |                    |           |                  |              |
| Vlag van Duitsland | Adrian Fein       | Middenvelder | Bayern München     | Duitsland | 1 juli 2021      | n.v.t.       |
|                    | Verhuurd          |              |                    |           |                  |              |
| Vlag van Duitsland | Timo Baumgartl    | Verdediger   | 1. FC Union Berlin | Duitsland | 1 juli 2021      | n.v.t.       |
| Vlag van Tsjechië  | Michal Sadílek    | Verdediger   | FC Twente          | Nederland | 7 augustus 2021  | n.v.t.       |
| Vlag van Nederland | Derrick Luckassen | Verdediger   | Fatih Karagümrük   | Turkije   | 5 september 2021 | n.v.t.       |

## Tenue
| Thuis | Alternatief thuis | Uit | Alternatief Uit | Derde tenue |

## Voorbereiding
| 3 juli 2021, 15:00 uur                                                                                    | PSV                                                           | 6 – 2 (3 – 2) | RWD Molenbeek      | Opstelling PSV | Opstelling RWD Molenbeek |  |
| Stadion: PSV Campus De Herdgang, Eindhoven Toeschouwers: 0 (besloten) Scheidsrechter: Sander van der Eijk | Vertessen 6' Zahavi 10', 58' Madueke 30' (pen.) Antonisse 53' |               | 4' Lavie 11' Claes | Drommel (Müller '46), Mwene (Sambo '46), Ramalho (Viergever '46), Boscagli (Obispo '46), Max (Oppegård '46), Pröpper (Van Ginkel '46), Rosario, Bruma (Ihattaren '46), Vertessen (Antonisse '46), Zahavi, Madueke | De Bie, Ruyssen (El Ouamari '62), Le Joncour (Degryse '62), Libert (Mpati '46), Van Den Bogaert (Abou '62), Rommens (Zoghlami '62), Danté (Abou '62), Nangis (Gécé '46), Lavie (Sada '46), Claes (Ndosimau '62), N'Zuzi (Dequevy '46) |  |
| Stadion: PSV Campus De Herdgang, Eindhoven Toeschouwers: 0 (besloten) Scheidsrechter: Sander van der Eijk |                                                               |               |                    | Drommel (Müller '46), Mwene (Sambo '46), Ramalho (Viergever '46), Boscagli (Obispo '46), Max (Oppegård '46), Pröpper (Van Ginkel '46), Rosario, Bruma (Ihattaren '46), Vertessen (Antonisse '46), Zahavi, Madueke | De Bie, Ruyssen (El Ouamari '62), Le Joncour (Degryse '62), Libert (Mpati '46), Van Den Bogaert (Abou '62), Rommens (Zoghlami '62), Danté (Abou '62), Nangis (Gécé '46), Lavie (Sada '46), Claes (Ndosimau '62), N'Zuzi (Dequevy '46) |  |
| Stadion: PSV Campus De Herdgang, Eindhoven Toeschouwers: 0 (besloten) Scheidsrechter: Sander van der Eijk |                                                               |               |                    | Drommel (Müller '46), Mwene (Sambo '46), Ramalho (Viergever '46), Boscagli (Obispo '46), Max (Oppegård '46), Pröpper (Van Ginkel '46), Rosario, Bruma (Ihattaren '46), Vertessen (Antonisse '46), Zahavi, Madueke | De Bie, Ruyssen (El Ouamari '62), Le Joncour (Degryse '62), Libert (Mpati '46), Van Den Bogaert (Abou '62), Rommens (Zoghlami '62), Danté (Abou '62), Nangis (Gécé '46), Lavie (Sada '46), Claes (Ndosimau '62), N'Zuzi (Dequevy '46) |  |
| |                                                               |               |                    | | |  |

| 7 juli 2021, 18:00 uur                           | Delbrücker SC  | 1 – 10 (1 – 6) | PSV                                                                                       | Opstelling Delbrücker SC | Opstelling PSV |  |
| Stadion: Stadion Laumeskamp, Delbrück, Duitsland | Henksmeier 34' |                | 12' Zahavi 14', 15' Vertessen 25', 38' Madueke 32' Götze 56', 76', 79' Fofana 88' Pröpper | Niet bekend              | Eerste helft: Drommel, Teze, Ramalho, Obispo, Max, Rosario, Sangaré, Vertessen, Götze, Zahavi, Madueke Tweede helft: Müller, Mwene, Viergever, Boscagli, Oppegård (Sambo '67), Van Ginkel, Pröpper, Bruma, Antonisse, Fofana, Ihattaren |  |
| Stadion: Stadion Laumeskamp, Delbrück, Duitsland |                |                |                                                                                           | Niet bekend              | Eerste helft: Drommel, Teze, Ramalho, Obispo, Max, Rosario, Sangaré, Vertessen, Götze, Zahavi, Madueke Tweede helft: Müller, Mwene, Viergever, Boscagli, Oppegård (Sambo '67), Van Ginkel, Pröpper, Bruma, Antonisse, Fofana, Ihattaren |  |
| Stadion: Stadion Laumeskamp, Delbrück, Duitsland |                |                |                                                                                           | Niet bekend              | Eerste helft: Drommel, Teze, Ramalho, Obispo, Max, Rosario, Sangaré, Vertessen, Götze, Zahavi, Madueke Tweede helft: Müller, Mwene, Viergever, Boscagli, Oppegård (Sambo '67), Van Ginkel, Pröpper, Bruma, Antonisse, Fofana, Ihattaren |  |
|                                                  |                |                |                                                                                           |                          | |  |

| 10 juli 2021, 16:00 uur                                                         | VfL Osnabrück | 0 – 0 (0 – 0) | PSV | Opstelling VfL Osnabrück | Opstelling PSV |  |
| Stadion: Stadion an der Bremer Brücke, Osnabrück, Duitsland Toeschouwers: 3.051 |               |               |     | Kühn, O. Traoré (Itter '65), Sprekelmeyer (Gugganig '46), Beermann (Trapp '46), Kleinhansl (Haas '65), Taffertshofer (Möller '89), Köhler, Simakala (Chorushij '76), Klaas (Kunze '46), Heider (H. Traoré '89), Higl (Ricker Rasteiro '89) | Eerste helft: Drommel, Mwene, Ramalho, Boscagli, Max, Sangaré, Van Ginkel, Madueke, Götze, Vertessen, Zahavi Tweede helft: Drommel, Teze, Obispo, Viergever, Oppegård, Sangaré (Thomas '62), Pröpper, Mauro Júnior, Ihattaren, Bruma, Fofana |  |
| Stadion: Stadion an der Bremer Brücke, Osnabrück, Duitsland Toeschouwers: 3.051 |               |               |     | Kühn, O. Traoré (Itter '65), Sprekelmeyer (Gugganig '46), Beermann (Trapp '46), Kleinhansl (Haas '65), Taffertshofer (Möller '89), Köhler, Simakala (Chorushij '76), Klaas (Kunze '46), Heider (H. Traoré '89), Higl (Ricker Rasteiro '89) | Eerste helft: Drommel, Mwene, Ramalho, Boscagli, Max, Sangaré, Van Ginkel, Madueke, Götze, Vertessen, Zahavi Tweede helft: Drommel, Teze, Obispo, Viergever, Oppegård, Sangaré (Thomas '62), Pröpper, Mauro Júnior, Ihattaren, Bruma, Fofana |  |
| Stadion: Stadion an der Bremer Brücke, Osnabrück, Duitsland Toeschouwers: 3.051 |               |               |     | Kühn, O. Traoré (Itter '65), Sprekelmeyer (Gugganig '46), Beermann (Trapp '46), Kleinhansl (Haas '65), Taffertshofer (Möller '89), Köhler, Simakala (Chorushij '76), Klaas (Kunze '46), Heider (H. Traoré '89), Higl (Ricker Rasteiro '89) | Eerste helft: Drommel, Mwene, Ramalho, Boscagli, Max, Sangaré, Van Ginkel, Madueke, Götze, Vertessen, Zahavi Tweede helft: Drommel, Teze, Obispo, Viergever, Oppegård, Sangaré (Thomas '62), Pröpper, Mauro Júnior, Ihattaren, Bruma, Fofana |  |
|                                                                                 |               |               |     | | |  |

| 14 juli 2021, 20:00 uur                                                                | PSV         | 1 – 0 (1 – 0) | PAOK Saloniki | Opstelling PSV | Opstelling PAOK Saloniki |  |
| Stadion: Philips Stadion, Eindhoven Toeschouwers: 20.000 Scheidsrechter: Dennis Higler | Madueke 25' |               |               | Eerste helft: Drommel, Mwene, Ramalho, Boscagli, Max, Sangaré, Van Ginkel, Madueke, Götze, Vertessen, Zahavi Tweede helft: Drommel, Teze, Obispo, Viergever, Oppegård, Sangaré (Rigo '85), Pröpper, Thomas (Sambo '83), Mauro Júnior, Fofana, Ihattaren | Eerste helft: Z. Živković, Taylor, Varela, Michailidis, Pereira, A. Živković, El Kaddouri, Esiti, Lamprou, Kagawa, Świderski Tweede helft: Paschalakis, Soares, Mihaj, Lyratzis, Crespo, Murg, Schwab, Vrakas, Ninua, Tzolis, Oliveira (Koutsias '78) |  |
| Stadion: Philips Stadion, Eindhoven Toeschouwers: 20.000 Scheidsrechter: Dennis Higler |             |               |               | Eerste helft: Drommel, Mwene, Ramalho, Boscagli, Max, Sangaré, Van Ginkel, Madueke, Götze, Vertessen, Zahavi Tweede helft: Drommel, Teze, Obispo, Viergever, Oppegård, Sangaré (Rigo '85), Pröpper, Thomas (Sambo '83), Mauro Júnior, Fofana, Ihattaren | Eerste helft: Z. Živković, Taylor, Varela, Michailidis, Pereira, A. Živković, El Kaddouri, Esiti, Lamprou, Kagawa, Świderski Tweede helft: Paschalakis, Soares, Mihaj, Lyratzis, Crespo, Murg, Schwab, Vrakas, Ninua, Tzolis, Oliveira (Koutsias '78) |  |
| Stadion: Philips Stadion, Eindhoven Toeschouwers: 20.000 Scheidsrechter: Dennis Higler |             |               |               | Eerste helft: Drommel, Mwene, Ramalho, Boscagli, Max, Sangaré, Van Ginkel, Madueke, Götze, Vertessen, Zahavi Tweede helft: Drommel, Teze, Obispo, Viergever, Oppegård, Sangaré (Rigo '85), Pröpper, Thomas (Sambo '83), Mauro Júnior, Fofana, Ihattaren | Eerste helft: Z. Živković, Taylor, Varela, Michailidis, Pereira, A. Živković, El Kaddouri, Esiti, Lamprou, Kagawa, Świderski Tweede helft: Paschalakis, Soares, Mihaj, Lyratzis, Crespo, Murg, Schwab, Vrakas, Ninua, Tzolis, Oliveira (Koutsias '78) |  |
|                                                                                        |             |               |               | | |  |

## Johan Cruijff Schaal
| 7 augustus 2021, 20:00 uur                                                                                                 | Ajax | 0 – 4 (0 – 2) | PSV                                     | Opstelling Ajax | Opstelling PSV |  |
| Stadion: Johan Cruijff ArenA, Amsterdam Toeschouwers: 25.000 Scheidsrechter: Björn Kuipers Video-assistent: Pol van Boekel |      |               | 2', 29' Madueke 76' Vertessen 89' Götze | Pasveer, Mazraoui, Timber, Martínez (Magallán '86), Tagliafico '40, Gravenberch, Klaassen (Rensch '46), Blind (Ekkelenkamp '74), Berghuis (Danilo '74), Haller (Neres '61), Tadić | Drommel, Mwene (Teze '46 ), Ramalho, Boscagli, Max (Oppegård '81), Sangaré (Pröpper '61), Van Ginkel , Götze, Madueke (Obispo '73), Zahavi (Vertessen '46), Gakpo |  |
| Stadion: Johan Cruijff ArenA, Amsterdam Toeschouwers: 25.000 Scheidsrechter: Björn Kuipers Video-assistent: Pol van Boekel |      |               |                                         | Pasveer, Mazraoui, Timber, Martínez (Magallán '86), Tagliafico '40, Gravenberch, Klaassen (Rensch '46), Blind (Ekkelenkamp '74), Berghuis (Danilo '74), Haller (Neres '61), Tadić | Drommel, Mwene (Teze '46 ), Ramalho, Boscagli, Max (Oppegård '81), Sangaré (Pröpper '61), Van Ginkel , Götze, Madueke (Obispo '73), Zahavi (Vertessen '46), Gakpo |  |
| Stadion: Johan Cruijff ArenA, Amsterdam Toeschouwers: 25.000 Scheidsrechter: Björn Kuipers Video-assistent: Pol van Boekel |      |               |                                         | Pasveer, Mazraoui, Timber, Martínez (Magallán '86), Tagliafico '40, Gravenberch, Klaassen (Rensch '46), Blind (Ekkelenkamp '74), Berghuis (Danilo '74), Haller (Neres '61), Tadić | Drommel, Mwene (Teze '46 ), Ramalho, Boscagli, Max (Oppegård '81), Sangaré (Pröpper '61), Van Ginkel , Götze, Madueke (Obispo '73), Zahavi (Vertessen '46), Gakpo |  |
| |      |               |                                         | | |  |

## Eredivisie

### Wedstrijden

#### Augustus
| Speelronde 1: 14 augustus 2021, 18:45 uur                                                                     | Heracles Almelo | 0 – 2 (0 – 1) | PSV                   | Opstelling Heracles Almelo | Opstelling PSV |  |
| Stadion: Erve Asito, Almelo Toeschouwers: 8.053 Scheidsrechter: Danny Makkelie Video-assistent: Dennis Higler |                 |               | 40' Bruma 64' Madueke | Bucker, Fadiga , Schoofs, Knoester , Quagliata , Kiomourtzoglou, Vloet, De la Torre (İbrahimoğlu '57), Laursen (Lunding '46), Bakış (Burgzorg '57), Başacıkoğlu (Amissi '57) | Mvogo, Teze, Ramalho , Obispo (Viergever '85), Mwene, Sangaré, Mauro Júnior (Götze '46), Pröpper, Madueke (Gakpo '65), Vertessen (Zahavi '59), Bruma (Thomas '85) |  |
| Stadion: Erve Asito, Almelo Toeschouwers: 8.053 Scheidsrechter: Danny Makkelie Video-assistent: Dennis Higler |                 |               |                       | Bucker, Fadiga , Schoofs, Knoester , Quagliata , Kiomourtzoglou, Vloet, De la Torre (İbrahimoğlu '57), Laursen (Lunding '46), Bakış (Burgzorg '57), Başacıkoğlu (Amissi '57) | Mvogo, Teze, Ramalho , Obispo (Viergever '85), Mwene, Sangaré, Mauro Júnior (Götze '46), Pröpper, Madueke (Gakpo '65), Vertessen (Zahavi '59), Bruma (Thomas '85) |  |
| Stadion: Erve Asito, Almelo Toeschouwers: 8.053 Scheidsrechter: Danny Makkelie Video-assistent: Dennis Higler |                 |               |                       | Bucker, Fadiga , Schoofs, Knoester , Quagliata , Kiomourtzoglou, Vloet, De la Torre (İbrahimoğlu '57), Laursen (Lunding '46), Bakış (Burgzorg '57), Başacıkoğlu (Amissi '57) | Mvogo, Teze, Ramalho , Obispo (Viergever '85), Mwene, Sangaré, Mauro Júnior (Götze '46), Pröpper, Madueke (Gakpo '65), Vertessen (Zahavi '59), Bruma (Thomas '85) |  |
| |                 |               |                       | | |  |

| Speelronde 2: 21 augustus 2021, 20:00 uur                                                                                             | PSV                                               | 4 – 1 (2 – 0) | SC Cambuur  | Opstelling PSV | Opstelling SC Cambuur |  |
| Stadion: Philips Stadion, Eindhoven Toeschouwers: 23.500 Scheidsrechter: Martin van den Kerkhof Video-assistent: Jannick van der Laan | Pröpper 18' Zahavi 21' Madueke 48' Boscagli 90+4' |               | 66' Bangura | Drommel, Teze, Obispo, Boscagli, Mwene, Van Ginkel (Götze '70 ( 70')), Mauro Júnior (Thomas '46), Pröpper (Sangaré '70), Gakpo (Madueke '46), Zahavi (Vertessen '46), Bruma | Stevens, Schmidt, Mac-Intosch (Tol '46), Schouten , Bangura, Hoedemakers, Maulun (Paulissen '67), Breij, Kallon (Sambissa '74), Boere (Hendriks '58), Kiss (Jacobs '46) |  |
| Stadion: Philips Stadion, Eindhoven Toeschouwers: 23.500 Scheidsrechter: Martin van den Kerkhof Video-assistent: Jannick van der Laan |                                                   |               |             | Drommel, Teze, Obispo, Boscagli, Mwene, Van Ginkel (Götze '70 ( 70')), Mauro Júnior (Thomas '46), Pröpper (Sangaré '70), Gakpo (Madueke '46), Zahavi (Vertessen '46), Bruma | Stevens, Schmidt, Mac-Intosch (Tol '46), Schouten , Bangura, Hoedemakers, Maulun (Paulissen '67), Breij, Kallon (Sambissa '74), Boere (Hendriks '58), Kiss (Jacobs '46) |  |
| Stadion: Philips Stadion, Eindhoven Toeschouwers: 23.500 Scheidsrechter: Martin van den Kerkhof Video-assistent: Jannick van der Laan |                                                   |               |             | Drommel, Teze, Obispo, Boscagli, Mwene, Van Ginkel (Götze '70 ( 70')), Mauro Júnior (Thomas '46), Pröpper (Sangaré '70), Gakpo (Madueke '46), Zahavi (Vertessen '46), Bruma | Stevens, Schmidt, Mac-Intosch (Tol '46), Schouten , Bangura, Hoedemakers, Maulun (Paulissen '67), Breij, Kallon (Sambissa '74), Boere (Hendriks '58), Kiss (Jacobs '46) |  |
| |                                                   |               |             | | |  |

| Speelronde 3: 28 augustus 2021, 20:00 uur                                                                             | PSV                                                                  | 5 – 2 (3 – 2) | FC Groningen    | Opstelling PSV | Opstelling FC Groningen |  |
| Stadion: Philips Stadion, Eindhoven Toeschouwers: 23.447 Scheidsrechter: Serdar Gözübüyük Video-assistent: Joey Kooij | Gakpo 7' El Hankouri 27' (e.d.) Ramalho 45+7' Zahavi 55' Bruma 90+7' |               | 15', 18' Ngonge | Drommel, Teze, Ramalho ( 84'), Obispo, Max (Mwene '46), Van Ginkel (Boscagli '75), Götze, Sangaré, Gakpo ( 75') (Thomas '84), Zahavi (Bruma '83 ), Madueke (Vertessen '46) | Leeuwenburgh, El Hankouri, Te Wierik (Postema '88), Kasanwirjo, Gudmundsson (Meijer '61), Ngonge (D. van Kaam '88), Dammers, Suslov, Matusiwa, Joosten (El Messaoudi '61), De Leeuw (Larsen '61) |  |
| Stadion: Philips Stadion, Eindhoven Toeschouwers: 23.447 Scheidsrechter: Serdar Gözübüyük Video-assistent: Joey Kooij |                                                                      |               |                 | Drommel, Teze, Ramalho ( 84'), Obispo, Max (Mwene '46), Van Ginkel (Boscagli '75), Götze, Sangaré, Gakpo ( 75') (Thomas '84), Zahavi (Bruma '83 ), Madueke (Vertessen '46) | Leeuwenburgh, El Hankouri, Te Wierik (Postema '88), Kasanwirjo, Gudmundsson (Meijer '61), Ngonge (D. van Kaam '88), Dammers, Suslov, Matusiwa, Joosten (El Messaoudi '61), De Leeuw (Larsen '61) |  |
| Stadion: Philips Stadion, Eindhoven Toeschouwers: 23.447 Scheidsrechter: Serdar Gözübüyük Video-assistent: Joey Kooij |                                                                      |               |                 | Drommel, Teze, Ramalho ( 84'), Obispo, Max (Mwene '46), Van Ginkel (Boscagli '75), Götze, Sangaré, Gakpo ( 75') (Thomas '84), Zahavi (Bruma '83 ), Madueke (Vertessen '46) | Leeuwenburgh, El Hankouri, Te Wierik (Postema '88), Kasanwirjo, Gudmundsson (Meijer '61), Ngonge (D. van Kaam '88), Dammers, Suslov, Matusiwa, Joosten (El Messaoudi '61), De Leeuw (Larsen '61) |  |
| |                                                                      |               |                 | | |  |

#### September
| Speelronde 4: 11 september 2021, 21:00 uur                                                                      | AZ | 0 – 3 (0 – 1) | PSV                                 | Opstelling AZ | Opstelling PSV |  |
| Stadion: AFAS Stadion, Alkmaar Toeschouwers: 13.000 Scheidsrechter: Allard Lindhout Video-assistent: Kevin Blom |    |               | 14' Boscagli 69' Vertessen 83' Doan | Vindahl Jensen, Witry, Hatzidiakos , Martins Indi ( 72'), Wijndal (Sugawara '72), Midtsjø , De Wit, Clasie (Poku '81), Aboukhlal (Evjen '72), Pavlidis (Guðmundsson '67), Karlsson (Reijnders '81) | Drommel, Mwene, Ramalho ( 62'), Obispo , Max, Van Ginkel (Gutiérrez '61), Götze, Boscagli (Teze '86), Madueke (Bruma '55), Zahavi (Doan '55), Gakpo (Vertessen '62) |  |
| Stadion: AFAS Stadion, Alkmaar Toeschouwers: 13.000 Scheidsrechter: Allard Lindhout Video-assistent: Kevin Blom |    |               |                                     | Vindahl Jensen, Witry, Hatzidiakos , Martins Indi ( 72'), Wijndal (Sugawara '72), Midtsjø , De Wit, Clasie (Poku '81), Aboukhlal (Evjen '72), Pavlidis (Guðmundsson '67), Karlsson (Reijnders '81) | Drommel, Mwene, Ramalho ( 62'), Obispo , Max, Van Ginkel (Gutiérrez '61), Götze, Boscagli (Teze '86), Madueke (Bruma '55), Zahavi (Doan '55), Gakpo (Vertessen '62) |  |
| Stadion: AFAS Stadion, Alkmaar Toeschouwers: 13.000 Scheidsrechter: Allard Lindhout Video-assistent: Kevin Blom |    |               |                                     | Vindahl Jensen, Witry, Hatzidiakos , Martins Indi ( 72'), Wijndal (Sugawara '72), Midtsjø , De Wit, Clasie (Poku '81), Aboukhlal (Evjen '72), Pavlidis (Guðmundsson '67), Karlsson (Reijnders '81) | Drommel, Mwene, Ramalho ( 62'), Obispo , Max, Van Ginkel (Gutiérrez '61), Götze, Boscagli (Teze '86), Madueke (Bruma '55), Zahavi (Doan '55), Gakpo (Vertessen '62) |  |
| |    |               |                                     | | |  |

| Speelronde 5: 19 september 2021, 14:30 uur                                                                               | PSV | 0 – 4 (0 – 1) | Feyenoord                                      | Opstelling PSV | Opstelling Feyenoord |  |
| Stadion: Philips Stadion, Eindhoven Toeschouwers: 24.356 Scheidsrechter: Danny Makkelie Video-assistent: Jeroen Manschot |     |               | 45+1', 85' Toornstra 71' Linssen 90+2' Dessers | Drommel, Teze, Ramalho ( 61'), Obispo, Max, Pröpper (Thomas '46), Götze (Doan '46), Boscagli, Bruma (Madueke '72), Zahavi (Vertessen '46), Gakpo (Vinícius '61) | Bijlow, Pedersen (Hendriks '83), Trauner, Senesi (Geertruida '78), Malacia, Toornstra , Aursnes, Til (Linssen '69), Kökçü , Jahanbakhsh (Dessers '83), Sinisterra |  |
| Stadion: Philips Stadion, Eindhoven Toeschouwers: 24.356 Scheidsrechter: Danny Makkelie Video-assistent: Jeroen Manschot |     |               |                                                | Drommel, Teze, Ramalho ( 61'), Obispo, Max, Pröpper (Thomas '46), Götze (Doan '46), Boscagli, Bruma (Madueke '72), Zahavi (Vertessen '46), Gakpo (Vinícius '61) | Bijlow, Pedersen (Hendriks '83), Trauner, Senesi (Geertruida '78), Malacia, Toornstra , Aursnes, Til (Linssen '69), Kökçü , Jahanbakhsh (Dessers '83), Sinisterra |  |
| Stadion: Philips Stadion, Eindhoven Toeschouwers: 24.356 Scheidsrechter: Danny Makkelie Video-assistent: Jeroen Manschot |     |               |                                                | Drommel, Teze, Ramalho ( 61'), Obispo, Max, Pröpper (Thomas '46), Götze (Doan '46), Boscagli, Bruma (Madueke '72), Zahavi (Vertessen '46), Gakpo (Vinícius '61) | Bijlow, Pedersen (Hendriks '83), Trauner, Senesi (Geertruida '78), Malacia, Toornstra , Aursnes, Til (Linssen '69), Kökçü , Jahanbakhsh (Dessers '83), Sinisterra |  |
| |     |               |                                                | | |  |

| Speelronde 6: 22 september 2021, 18:45 uur                                          | Go Ahead Eagles | 1 – 2 (0 – 1) | PSV                      | Opstelling Go Ahead Eagles | Opstelling PSV |  |
| Stadion: De Adelaarshorst, Deventer Toeschouwers: 6.650 Scheidsrechter: Bas Nijhuis | Córdoba 55'     |               | 15' Gakpo 86' Van Ginkel | Hahn, Lucassen, Nauber, Kramer, Kuipers , Córdoba (Berden '60), Rommens (Bourhane '90+2), Botos (Deijl '81), Brouwers, Oratmangoen (Heil '60), Cardona (Lidberg '60) | Drommel, Mwene, Ramalho, Boscagli, Max (Obispo '46 ), Madueke (Vertessen '69), Van Ginkel , Doan (Vinícius '64), Thomas (Pröpper '66), Gakpo, Zahavi (Teze '46) |  |
| Stadion: De Adelaarshorst, Deventer Toeschouwers: 6.650 Scheidsrechter: Bas Nijhuis |                 |               |                          | Hahn, Lucassen, Nauber, Kramer, Kuipers , Córdoba (Berden '60), Rommens (Bourhane '90+2), Botos (Deijl '81), Brouwers, Oratmangoen (Heil '60), Cardona (Lidberg '60) | Drommel, Mwene, Ramalho, Boscagli, Max (Obispo '46 ), Madueke (Vertessen '69), Van Ginkel , Doan (Vinícius '64), Thomas (Pröpper '66), Gakpo, Zahavi (Teze '46) |  |
| Stadion: De Adelaarshorst, Deventer Toeschouwers: 6.650 Scheidsrechter: Bas Nijhuis |                 |               |                          | Hahn, Lucassen, Nauber, Kramer, Kuipers , Córdoba (Berden '60), Rommens (Bourhane '90+2), Botos (Deijl '81), Brouwers, Oratmangoen (Heil '60), Cardona (Lidberg '60) | Drommel, Mwene, Ramalho, Boscagli, Max (Obispo '46 ), Madueke (Vertessen '69), Van Ginkel , Doan (Vinícius '64), Thomas (Pröpper '66), Gakpo, Zahavi (Teze '46) |  |
|                                                                                     |                 |               |                          | | |  |

| Speelronde 7: 25 september 2021, 16:30 uur                                                                                         | Willem II                     | 2 – 1 (1 – 1) | PSV        | Opstelling Willem II | Opstelling PSV |  |
| Stadion: Koning Willem II Stadion, Tilburg Toeschouwers: 14.397 Scheidsrechter: Kevin Blom Video-assistent: Martin van den Kerkhof | Zahavi 20' (e.d.) Nunnely 76' |               | 30' Zahavi | Wellenreuther, Schippers (Bergström '69), Heerkens (Michelis '74), Jenssen, Köhn, Sağlam (Svensson '63), Saddiki, Llonch , Nunnely, Wriedt (Kampetsis '63), Köhlert | Drommel, Mwene, Ramalho, Boscagli, Max (Romero '84), Van Ginkel (Pröpper '72), Götze , Sangaré, Doan (Bruma '72), Zahavi (Vinícius '77), Gakpo ( 72') |  |
| Stadion: Koning Willem II Stadion, Tilburg Toeschouwers: 14.397 Scheidsrechter: Kevin Blom Video-assistent: Martin van den Kerkhof |                               |               |            | Wellenreuther, Schippers (Bergström '69), Heerkens (Michelis '74), Jenssen, Köhn, Sağlam (Svensson '63), Saddiki, Llonch , Nunnely, Wriedt (Kampetsis '63), Köhlert | Drommel, Mwene, Ramalho, Boscagli, Max (Romero '84), Van Ginkel (Pröpper '72), Götze , Sangaré, Doan (Bruma '72), Zahavi (Vinícius '77), Gakpo ( 72') |  |
| Stadion: Koning Willem II Stadion, Tilburg Toeschouwers: 14.397 Scheidsrechter: Kevin Blom Video-assistent: Martin van den Kerkhof |                               |               |            | Wellenreuther, Schippers (Bergström '69), Heerkens (Michelis '74), Jenssen, Köhn, Sağlam (Svensson '63), Saddiki, Llonch , Nunnely, Wriedt (Kampetsis '63), Köhlert | Drommel, Mwene, Ramalho, Boscagli, Max (Romero '84), Van Ginkel (Pröpper '72), Götze , Sangaré, Doan (Bruma '72), Zahavi (Vinícius '77), Gakpo ( 72') |  |
| |                               |               |            | | |  |

#### Oktober
| Speelronde 8: 3 oktober 2021, 20:00 uur                                                                                  | PSV                    | 2 – 1 (0 – 0) | Sparta Rotterdam | Opstelling PSV | Opstelling Sparta Rotterdam |  |
| Stadion: Philips Stadion, Eindhoven Toeschouwers: 30.500 Scheidsrechter: Sander van der Eijk Video-assistent: Kevin Blom | Sangaré 82' Thomas 86' |               | 90' Thy          | Drommel, Mwene, Ramalho, Boscagli, Max, Van Ginkel (Thomas '61), Götze, Sangaré , Doan (Vinícius '60), Zahavi (Vertessen '87), Gakpo ( 61') | Okoye , Abels , Vriends, Heylen, Auassar , Jans (Engels '87), Mijnans, Smeets, Osman (Masouras '87), Van Crooij (Goudmijn '61), Emegha (Thy '75) |  |
| Stadion: Philips Stadion, Eindhoven Toeschouwers: 30.500 Scheidsrechter: Sander van der Eijk Video-assistent: Kevin Blom |                        |               |                  | Drommel, Mwene, Ramalho, Boscagli, Max, Van Ginkel (Thomas '61), Götze, Sangaré , Doan (Vinícius '60), Zahavi (Vertessen '87), Gakpo ( 61') | Okoye , Abels , Vriends, Heylen, Auassar , Jans (Engels '87), Mijnans, Smeets, Osman (Masouras '87), Van Crooij (Goudmijn '61), Emegha (Thy '75) |  |
| Stadion: Philips Stadion, Eindhoven Toeschouwers: 30.500 Scheidsrechter: Sander van der Eijk Video-assistent: Kevin Blom |                        |               |                  | Drommel, Mwene, Ramalho, Boscagli, Max, Van Ginkel (Thomas '61), Götze, Sangaré , Doan (Vinícius '60), Zahavi (Vertessen '87), Gakpo ( 61') | Okoye , Abels , Vriends, Heylen, Auassar , Jans (Engels '87), Mijnans, Smeets, Osman (Masouras '87), Van Crooij (Goudmijn '61), Emegha (Thy '75) |  |
| |                        |               |                  | | |  |

| Speelronde 9: 16 oktober 2021, 21:00 uur                                                                         | PSV                                | 3 – 1 (0 – 1) | PEC Zwolle | Opstelling PSV | Opstelling PEC Zwolle |  |
| Stadion: Philips Stadion, Eindhoven Toeschouwers: 30.500 Scheidsrechter: Joey Kooij Video-assistent: Bas Nijhuis | Ramalho 84' Gakpo 86' Boscagli 89' |               | 3' Redan   | Drommel, Mwene, Ramalho ( 88'), Boscagli , Max (Pröpper '88), Van Ginkel (Vertessen '61), Götze, Sangaré, Madueke (Bruma '72), Zahavi (Vinícius '61), Gakpo ( 61') (Teze '88) | Lamprou, Pabai , Kersten, Van Polen , Nakayama, Saymak (De Wit '62 ), Huiberts (Van den Belt '74), Adžić (Tedić '62 ), Strieder, Paal (Kastaneer '88), Redan (Koolwijk '62) |  |
| Stadion: Philips Stadion, Eindhoven Toeschouwers: 30.500 Scheidsrechter: Joey Kooij Video-assistent: Bas Nijhuis |                                    |               |            | Drommel, Mwene, Ramalho ( 88'), Boscagli , Max (Pröpper '88), Van Ginkel (Vertessen '61), Götze, Sangaré, Madueke (Bruma '72), Zahavi (Vinícius '61), Gakpo ( 61') (Teze '88) | Lamprou, Pabai , Kersten, Van Polen , Nakayama, Saymak (De Wit '62 ), Huiberts (Van den Belt '74), Adžić (Tedić '62 ), Strieder, Paal (Kastaneer '88), Redan (Koolwijk '62) |  |
| Stadion: Philips Stadion, Eindhoven Toeschouwers: 30.500 Scheidsrechter: Joey Kooij Video-assistent: Bas Nijhuis |                                    |               |            | Drommel, Mwene, Ramalho ( 88'), Boscagli , Max (Pröpper '88), Van Ginkel (Vertessen '61), Götze, Sangaré, Madueke (Bruma '72), Zahavi (Vinícius '61), Gakpo ( 61') (Teze '88) | Lamprou, Pabai , Kersten, Van Polen , Nakayama, Saymak (De Wit '62 ), Huiberts (Van den Belt '74), Adžić (Tedić '62 ), Strieder, Paal (Kastaneer '88), Redan (Koolwijk '62) |  |
| |                                    |               |            | | |  |

| Speelronde 10: 24 oktober 2021, 16:45 uur                                                                                    | Ajax                                                        | 5 – 0 (1 – 0) | PSV | Opstelling Ajax | Opstelling PSV |  |
| Stadion: Johan Cruijff ArenA, Amsterdam Toeschouwers: 53.585 Scheidsrechter: Serdar Gözübüyük Video-assistent: Rob Dieperink | Berghuis 19' Haller 56' Antony 66' Klaassen 76' Tadić 90+2' |               |     | Pasveer, Mazraoui, Timber, Martínez , Blind (Tagliafico '80), Álvarez (Schuurs '88), Berghuis (Klaassen '69), Gravenberch (Kudus '79), Antony (Neres '80), Haller, Tadić | Drommel, Mwene (Teze '80), Ramalho ( 72'), Boscagli, Max , Götze (Gutiérrez '80), Van Ginkel (Pröpper '72), Sangaré, Bruma (Vertessen '57), Zahavi, Vinícius (Mauro Júnior '72) |  |
| Stadion: Johan Cruijff ArenA, Amsterdam Toeschouwers: 53.585 Scheidsrechter: Serdar Gözübüyük Video-assistent: Rob Dieperink |                                                             |               |     | Pasveer, Mazraoui, Timber, Martínez , Blind (Tagliafico '80), Álvarez (Schuurs '88), Berghuis (Klaassen '69), Gravenberch (Kudus '79), Antony (Neres '80), Haller, Tadić | Drommel, Mwene (Teze '80), Ramalho ( 72'), Boscagli, Max , Götze (Gutiérrez '80), Van Ginkel (Pröpper '72), Sangaré, Bruma (Vertessen '57), Zahavi, Vinícius (Mauro Júnior '72) |  |
| Stadion: Johan Cruijff ArenA, Amsterdam Toeschouwers: 53.585 Scheidsrechter: Serdar Gözübüyük Video-assistent: Rob Dieperink |                                                             |               |     | Pasveer, Mazraoui, Timber, Martínez , Blind (Tagliafico '80), Álvarez (Schuurs '88), Berghuis (Klaassen '69), Gravenberch (Kudus '79), Antony (Neres '80), Haller, Tadić | Drommel, Mwene (Teze '80), Ramalho ( 72'), Boscagli, Max , Götze (Gutiérrez '80), Van Ginkel (Pröpper '72), Sangaré, Bruma (Vertessen '57), Zahavi, Vinícius (Mauro Júnior '72) |  |
| |                                                             |               |     | | |  |

| Speelronde 11: 30 oktober 2021, 16:30 uur                                                                                    | PSV                                             | 5 – 2 (2 – 2) | FC Twente             | Opstelling PSV | Opstelling FC Twente |  |
| Stadion: Philips Stadion, Eindhoven Toeschouwers: 32.500 Scheidsrechter: Danny Makkelie Video-assistent: Sander van der Eijk | Vertessen 14', 54' Zahavi 27' Vinícius 58', 63' |               | 13' Vlap 44' Zerrouki | Drommel, Teze, Ramalho ( 68'), Obispo, Max, Van Ginkel (Pröpper '68), Boscagli (Gutiérrez '86), Sangaré, Vertessen (Bruma '75), Vinícius (Mauro Júnior '75), Zahavi (Romero '86) | De Lange, Hilgers, Pleguezuelo, Pröpper , Smal, Zerrouki (Ilić '67), Vlap (Limnios '67), Sadílek, Rots (Cleonise '87), Van Wolfswinkel (Bosch '67), Misidjan (Ugalde '67) |  |
| Stadion: Philips Stadion, Eindhoven Toeschouwers: 32.500 Scheidsrechter: Danny Makkelie Video-assistent: Sander van der Eijk |                                                 |               |                       | Drommel, Teze, Ramalho ( 68'), Obispo, Max, Van Ginkel (Pröpper '68), Boscagli (Gutiérrez '86), Sangaré, Vertessen (Bruma '75), Vinícius (Mauro Júnior '75), Zahavi (Romero '86) | De Lange, Hilgers, Pleguezuelo, Pröpper , Smal, Zerrouki (Ilić '67), Vlap (Limnios '67), Sadílek, Rots (Cleonise '87), Van Wolfswinkel (Bosch '67), Misidjan (Ugalde '67) |  |
| Stadion: Philips Stadion, Eindhoven Toeschouwers: 32.500 Scheidsrechter: Danny Makkelie Video-assistent: Sander van der Eijk |                                                 |               |                       | Drommel, Teze, Ramalho ( 68'), Obispo, Max, Van Ginkel (Pröpper '68), Boscagli (Gutiérrez '86), Sangaré, Vertessen (Bruma '75), Vinícius (Mauro Júnior '75), Zahavi (Romero '86) | De Lange, Hilgers, Pleguezuelo, Pröpper , Smal, Zerrouki (Ilić '67), Vlap (Limnios '67), Sadílek, Rots (Cleonise '87), Van Wolfswinkel (Bosch '67), Misidjan (Ugalde '67) |  |
| |                                                 |               |                       | | |  |

#### November
| Speelronde 12: 7 november 2021, 14:30 uur                                                                                     | Fortuna Sittard    | 1 – 4 (0 – 1) | PSV                                 | Opstelling Fortuna Sittard | Opstelling PSV |  |
| Stadion: Fortuna Sittard Stadion, Sittard Toeschouwers: 9.527 Scheidsrechter: Pol van Boekel Video-assistent: Laurens Gerrets | Ramalho 76' (e.d.) |               | 37' Doan 54', 85' Bruma 72' Sangaré | Van Osch, Pinto, Angha, Lonwijk, Cox, Johansson (Noslin '58), Tekie (Ferati '58), Rienstra , Duarte (Lake '71), Seuntjens, Flemming | Drommel, Teze (Doan '16), Ramalho , Boscagli, Max, Mwene (Bruma '46), Gutiérrez (Götze '87), Sangaré, Mauro Júnior, Vinícius (Romero '87), Zahavi (Van Ginkel '65 ) |  |
| Stadion: Fortuna Sittard Stadion, Sittard Toeschouwers: 9.527 Scheidsrechter: Pol van Boekel Video-assistent: Laurens Gerrets |                    |               |                                     | Van Osch, Pinto, Angha, Lonwijk, Cox, Johansson (Noslin '58), Tekie (Ferati '58), Rienstra , Duarte (Lake '71), Seuntjens, Flemming | Drommel, Teze (Doan '16), Ramalho , Boscagli, Max, Mwene (Bruma '46), Gutiérrez (Götze '87), Sangaré, Mauro Júnior, Vinícius (Romero '87), Zahavi (Van Ginkel '65 ) |  |
| Stadion: Fortuna Sittard Stadion, Sittard Toeschouwers: 9.527 Scheidsrechter: Pol van Boekel Video-assistent: Laurens Gerrets |                    |               |                                     | Van Osch, Pinto, Angha, Lonwijk, Cox, Johansson (Noslin '58), Tekie (Ferati '58), Rienstra , Duarte (Lake '71), Seuntjens, Flemming | Drommel, Teze (Doan '16), Ramalho , Boscagli, Max, Mwene (Bruma '46), Gutiérrez (Götze '87), Sangaré, Mauro Júnior, Vinícius (Romero '87), Zahavi (Van Ginkel '65 ) |  |
| |                    |               |                                     | | |  |

| Speelronde 13: 20 november 2021, 16:30 uur                                                                  | PSV                   | 2 – 0 (2 – 0) | Vitesse | Opstelling PSV | Opstelling Vitesse |  |
| Stadion: Philips Stadion, Eindhoven Toeschouwers: 0 Scheidsrechter: Bas Nijhuis Video-assistent: Kevin Blom | Sangaré 19' Bruma 30' |               |         | Drommel, Mwene, Ramalho , Boscagli, Mauro Júnior, Doan (Pröpper '90), Gutiérrez, Götze, Sangaré, Bruma (Vertessen '74), Vinícius (Romero '85) | Schubert, Doekhi , Bazoer (Yapi '80), Rasmussen, Dasa (Darfalou '80), Bero, Tronstad, Wittek , Frederiksen (Huisman '46), Buitink (Von Moos '46), Openda |  |
| Stadion: Philips Stadion, Eindhoven Toeschouwers: 0 Scheidsrechter: Bas Nijhuis Video-assistent: Kevin Blom |                       |               |         | Drommel, Mwene, Ramalho , Boscagli, Mauro Júnior, Doan (Pröpper '90), Gutiérrez, Götze, Sangaré, Bruma (Vertessen '74), Vinícius (Romero '85) | Schubert, Doekhi , Bazoer (Yapi '80), Rasmussen, Dasa (Darfalou '80), Bero, Tronstad, Wittek , Frederiksen (Huisman '46), Buitink (Von Moos '46), Openda |  |
| Stadion: Philips Stadion, Eindhoven Toeschouwers: 0 Scheidsrechter: Bas Nijhuis Video-assistent: Kevin Blom |                       |               |         | Drommel, Mwene, Ramalho , Boscagli, Mauro Júnior, Doan (Pröpper '90), Gutiérrez, Götze, Sangaré, Bruma (Vertessen '74), Vinícius (Romero '85) | Schubert, Doekhi , Bazoer (Yapi '80), Rasmussen, Dasa (Darfalou '80), Bero, Tronstad, Wittek , Frederiksen (Huisman '46), Buitink (Von Moos '46), Openda |  |
| |                       |               |         | | |  |

| Speelronde 14: 28 november 2021, 16:45 uur                                                                                   | sc Heerenveen | 1 – 1 (0 – 1) | PSV          | Opstelling sc Heerenveen | Opstelling PSV |  |
| Stadion: Abe Lenstra Stadion, Heerenveen Toeschouwers: 0 Scheidsrechter: Allard Lindhout Video-assistent: Edwin van de Graaf | Al Hajj 73'   |               | 13' Vinícius | Mous, Van Ewijk, Van Beek, Bakker, Kaib , Madsen (Drešević '68), Kongolo (Al Hajj '46), J. Veerman, Halilović , H. Veerman, Stevanović (Nygren '85) | Drommel, Mwene, Ramalho , Boscagli, Mauro Júnior (Obispo '75), Gutiérrez , Götze, Sangaré, Doan (Van Ginkel '68), Vinícius (Vertessen '68), Bruma |  |
| Stadion: Abe Lenstra Stadion, Heerenveen Toeschouwers: 0 Scheidsrechter: Allard Lindhout Video-assistent: Edwin van de Graaf |               |               |              | Mous, Van Ewijk, Van Beek, Bakker, Kaib , Madsen (Drešević '68), Kongolo (Al Hajj '46), J. Veerman, Halilović , H. Veerman, Stevanović (Nygren '85) | Drommel, Mwene, Ramalho , Boscagli, Mauro Júnior (Obispo '75), Gutiérrez , Götze, Sangaré, Doan (Van Ginkel '68), Vinícius (Vertessen '68), Bruma |  |
| Stadion: Abe Lenstra Stadion, Heerenveen Toeschouwers: 0 Scheidsrechter: Allard Lindhout Video-assistent: Edwin van de Graaf |               |               |              | Mous, Van Ewijk, Van Beek, Bakker, Kaib , Madsen (Drešević '68), Kongolo (Al Hajj '46), J. Veerman, Halilović , H. Veerman, Stevanović (Nygren '85) | Drommel, Mwene, Ramalho , Boscagli, Mauro Júnior (Obispo '75), Gutiérrez , Götze, Sangaré, Doan (Van Ginkel '68), Vinícius (Vertessen '68), Bruma |  |
| |               |               |              | | |  |

#### December
| Speelronde 15: 4 december 2021, 16:30 uur                                                                      | PSV                                      | 4 – 1 (2 – 1) | FC Utrecht        | Opstelling PSV | Opstelling FC Utrecht |  |
| Stadion: Philips Stadion, Eindhoven Toeschouwers: 0 Scheidsrechter: Danny Makkelie Video-assistent: Joey Kooij | Gakpo 27' Ramalho 35' Doan 51' Mwene 70' |               | 12' Van der Hoorn | Drommel, Mwene (Teze '74), Ramalho ( 67'), Boscagli, Mauro Júnior, Sangaré, Gakpo (Vertessen '67), Gutiérrez (Van Ginkel '86), Doan, Vinícius (Obispo '46), Bruma (Madueke '74) | Paes, Ter Avest , Van der Hoorn (Janssen '74), Van der Maarel , Zagre (Warmerdam '67), Maher, Ramselaar, Timber, Gustafson (Van Overeem '74), Douvikas, Balk (Dalmau '67) |  |
| Stadion: Philips Stadion, Eindhoven Toeschouwers: 0 Scheidsrechter: Danny Makkelie Video-assistent: Joey Kooij |                                          |               |                   | Drommel, Mwene (Teze '74), Ramalho ( 67'), Boscagli, Mauro Júnior, Sangaré, Gakpo (Vertessen '67), Gutiérrez (Van Ginkel '86), Doan, Vinícius (Obispo '46), Bruma (Madueke '74) | Paes, Ter Avest , Van der Hoorn (Janssen '74), Van der Maarel , Zagre (Warmerdam '67), Maher, Ramselaar, Timber, Gustafson (Van Overeem '74), Douvikas, Balk (Dalmau '67) |  |
| Stadion: Philips Stadion, Eindhoven Toeschouwers: 0 Scheidsrechter: Danny Makkelie Video-assistent: Joey Kooij |                                          |               |                   | Drommel, Mwene (Teze '74), Ramalho ( 67'), Boscagli, Mauro Júnior, Sangaré, Gakpo (Vertessen '67), Gutiérrez (Van Ginkel '86), Doan, Vinícius (Obispo '46), Bruma (Madueke '74) | Paes, Ter Avest , Van der Hoorn (Janssen '74), Van der Maarel , Zagre (Warmerdam '67), Maher, Ramselaar, Timber, Gustafson (Van Overeem '74), Douvikas, Balk (Dalmau '67) |  |
| |                                          |               |                   | | |  |

| Speelronde 16: 12 december 2021, 20:00 uur                                                                          | N.E.C.      | 1 – 2 (1 – 0) | PSV                        | Opstelling N.E.C. | Opstelling PSV |  |
| Stadion: Goffertstadion, Nijmegen Toeschouwers: 0 Scheidsrechter: Serdar Gözübüyük Video-assistent: Richard Martens | Mattsson 8' |               | 80' Vertessen 90' Vinícius | Branderhorst, Van Rooij, Odenthal, Guth, Verdonk, El Karouani (Bronkhorst '88), Bruijn (Vet '75), Schöne , Proper , Tavşan (Duelund '83), Mattsson (Romeny '88) | Drommel, Teze (Romero '87), Ramalho, Boscagli, Mauro Júnior (Max '64), Van Ginkel (Vertessen '64), Götze, Sangaré, Gakpo ( 64'), Vinícius (Gutiérrez '90+3), Bruma |  |
| Stadion: Goffertstadion, Nijmegen Toeschouwers: 0 Scheidsrechter: Serdar Gözübüyük Video-assistent: Richard Martens |             |               |                            | Branderhorst, Van Rooij, Odenthal, Guth, Verdonk, El Karouani (Bronkhorst '88), Bruijn (Vet '75), Schöne , Proper , Tavşan (Duelund '83), Mattsson (Romeny '88) | Drommel, Teze (Romero '87), Ramalho, Boscagli, Mauro Júnior (Max '64), Van Ginkel (Vertessen '64), Götze, Sangaré, Gakpo ( 64'), Vinícius (Gutiérrez '90+3), Bruma |  |
| Stadion: Goffertstadion, Nijmegen Toeschouwers: 0 Scheidsrechter: Serdar Gözübüyük Video-assistent: Richard Martens |             |               |                            | Branderhorst, Van Rooij, Odenthal, Guth, Verdonk, El Karouani (Bronkhorst '88), Bruijn (Vet '75), Schöne , Proper , Tavşan (Duelund '83), Mattsson (Romeny '88) | Drommel, Teze (Romero '87), Ramalho, Boscagli, Mauro Júnior (Max '64), Van Ginkel (Vertessen '64), Götze, Sangaré, Gakpo ( 64'), Vinícius (Gutiérrez '90+3), Bruma |  |
| |             |               |                            | | |  |

| Speelronde 17: 19 december 2021, 16:45 uur                                                                           | RKC Waalwijk | 1 – 4 (0 – 1) | PSV                                           | Opstelling RKC Waalwijk | Opstelling PSV |  |
| Stadion: Mandemakers Stadion, Waalwijk Toeschouwers: 0 Scheidsrechter: Jeroen Manschot Video-assistent: Clay Ruperti | Odgaard 79'  |               | 34', 72' Vertessen 52' (pen.) Gakpo 60' Mwene | Vaessen, Bakari, Meulensteen , Touba, Van den Buijs, Büttner (Daneels '80), Bel Hassani (Lutonda '46), Anita, Azhil (Oukili '73), Odgaard, Stokkers (Kramer '73) | Drommel, Mwene (Teze '63), Ramalho, Boscagli (Obispo '84), Mauro Júnior (Max '63), Gutiérrez, Götze, Sangaré, Doan (Vinícius '27), Gakpo (Van Ginkel '84 ( 84')), Bruma (Vertessen '28) |  |
| Stadion: Mandemakers Stadion, Waalwijk Toeschouwers: 0 Scheidsrechter: Jeroen Manschot Video-assistent: Clay Ruperti |              |               |                                               | Vaessen, Bakari, Meulensteen , Touba, Van den Buijs, Büttner (Daneels '80), Bel Hassani (Lutonda '46), Anita, Azhil (Oukili '73), Odgaard, Stokkers (Kramer '73) | Drommel, Mwene (Teze '63), Ramalho, Boscagli (Obispo '84), Mauro Júnior (Max '63), Gutiérrez, Götze, Sangaré, Doan (Vinícius '27), Gakpo (Van Ginkel '84 ( 84')), Bruma (Vertessen '28) |  |
| Stadion: Mandemakers Stadion, Waalwijk Toeschouwers: 0 Scheidsrechter: Jeroen Manschot Video-assistent: Clay Ruperti |              |               |                                               | Vaessen, Bakari, Meulensteen , Touba, Van den Buijs, Büttner (Daneels '80), Bel Hassani (Lutonda '46), Anita, Azhil (Oukili '73), Odgaard, Stokkers (Kramer '73) | Drommel, Mwene (Teze '63), Ramalho, Boscagli (Obispo '84), Mauro Júnior (Max '63), Gutiérrez, Götze, Sangaré, Doan (Vinícius '27), Gakpo (Van Ginkel '84 ( 84')), Bruma (Vertessen '28) |  |
| |              |               |                                               | | |  |

| Speelronde 18: 23 december 2021, 18:45 uur                                                                  | PSV                | 2 – 0 (1 – 0) | Go Ahead Eagles | Opstelling PSV | Opstelling Go Ahead Eagles |  |
| Stadion: Philips Stadion, Eindhoven Toeschouwers: 0 Scheidsrechter: Dennis Higler Video-assistent: Alex Bos | Mwene 9' Gakpo 78' |               |                 | Drommel, Mwene, Ramalho (Obispo '30 ), Boscagli, Mauro Júnior (Max '90+1), Gutiérrez, Götze (Ledezma '90+1), Sangaré, Vertessen (Van Ginkel '75), Vinícius (Romero '75), Gakpo | Hahn, Lucassen ( 87'), Idzes, Nauber, Kramer '68, Kuipers (Ross '85), Rommens, Brouwers ( 85') (Tuzlacık '87), Oratmangoen (Heil '46), Córdoba (Bakker '71), Botos (Lidberg '46) |  |
| Stadion: Philips Stadion, Eindhoven Toeschouwers: 0 Scheidsrechter: Dennis Higler Video-assistent: Alex Bos |                    |               |                 | Drommel, Mwene, Ramalho (Obispo '30 ), Boscagli, Mauro Júnior (Max '90+1), Gutiérrez, Götze (Ledezma '90+1), Sangaré, Vertessen (Van Ginkel '75), Vinícius (Romero '75), Gakpo | Hahn, Lucassen ( 87'), Idzes, Nauber, Kramer '68, Kuipers (Ross '85), Rommens, Brouwers ( 85') (Tuzlacık '87), Oratmangoen (Heil '46), Córdoba (Bakker '71), Botos (Lidberg '46) |  |
| Stadion: Philips Stadion, Eindhoven Toeschouwers: 0 Scheidsrechter: Dennis Higler Video-assistent: Alex Bos |                    |               |                 | Drommel, Mwene, Ramalho (Obispo '30 ), Boscagli, Mauro Júnior (Max '90+1), Gutiérrez, Götze (Ledezma '90+1), Sangaré, Vertessen (Van Ginkel '75), Vinícius (Romero '75), Gakpo | Hahn, Lucassen ( 87'), Idzes, Nauber, Kramer '68, Kuipers (Ross '85), Rommens, Brouwers ( 85') (Tuzlacık '87), Oratmangoen (Heil '46), Córdoba (Bakker '71), Botos (Lidberg '46) |  |
| |                    |               |                 | | |  |

#### Januari
| Speelronde 19: 16 januari 2022, 14:30 uur                                                                 | FC Groningen | 0 – 1 (0 – 1) | PSV       | Opstelling FC Groningen | Opstelling PSV |  |
| Stadion: Euroborg, Groningen Toeschouwers: 0 Scheidsrechter: Bas Nijhuis Video-assistent: Allard Lindhout |              |               | 10' Götze | Leeuwenburgh, Dankerlui, Te Wierik, Van Hintum ( 77'), Meijer (Šverko '77), Ngonge (Abraham '63), Suslov (Dammers '81), Duarte, D. van Kaam (Postema '64), Larsen, De Leeuw (Bogarde '77) | Drommel, Teze , Boscagli, Obispo, Mauro Júnior (Max '90+2), Gutiérrez, Götze (Mwene '90+4), Van Ginkel (Veerman '64), Doan (Bruma '63), Romero (Vertessen '64), Gakpo ( 64') |  |
| Stadion: Euroborg, Groningen Toeschouwers: 0 Scheidsrechter: Bas Nijhuis Video-assistent: Allard Lindhout |              |               |           | Leeuwenburgh, Dankerlui, Te Wierik, Van Hintum ( 77'), Meijer (Šverko '77), Ngonge (Abraham '63), Suslov (Dammers '81), Duarte, D. van Kaam (Postema '64), Larsen, De Leeuw (Bogarde '77) | Drommel, Teze , Boscagli, Obispo, Mauro Júnior (Max '90+2), Gutiérrez, Götze (Mwene '90+4), Van Ginkel (Veerman '64), Doan (Bruma '63), Romero (Vertessen '64), Gakpo ( 64') |  |
| Stadion: Euroborg, Groningen Toeschouwers: 0 Scheidsrechter: Bas Nijhuis Video-assistent: Allard Lindhout |              |               |           | Leeuwenburgh, Dankerlui, Te Wierik, Van Hintum ( 77'), Meijer (Šverko '77), Ngonge (Abraham '63), Suslov (Dammers '81), Duarte, D. van Kaam (Postema '64), Larsen, De Leeuw (Bogarde '77) | Drommel, Teze , Boscagli, Obispo, Mauro Júnior (Max '90+2), Gutiérrez, Götze (Mwene '90+4), Van Ginkel (Veerman '64), Doan (Bruma '63), Romero (Vertessen '64), Gakpo ( 64') |  |
| |              |               |           | | |  |

| Speelronde 20: 23 januari 2022, 14:30 uur                                                                         | PSV       | 1 – 2 (0 – 1) | Ajax                     | Opstelling PSV | Opstelling Ajax |  |
| Stadion: Philips Stadion, Eindhoven Toeschouwers: 0 Scheidsrechter: Danny Makkelie Video-assistent: Rob Dieperink | Götze 53' |               | 34' Brobbey 74' Mazraoui | Drommel, Teze, Boscagli, Obispo , Mauro Júnior , Van Ginkel (Mwene '63), Gutiérrez (Vertessen '87), Veerman (Zahavi '87), Doan (Bruma '87), Götze, Gakpo ( 63') | Pasveer, Mazraoui (Rensch '90+1), Timber, Martínez, Blind, Álvarez , Berghuis, Gravenberch (Klaassen '70), Antony, Brobbey (Danilo '36), Tadić |  |
| Stadion: Philips Stadion, Eindhoven Toeschouwers: 0 Scheidsrechter: Danny Makkelie Video-assistent: Rob Dieperink |           |               |                          | Drommel, Teze, Boscagli, Obispo , Mauro Júnior , Van Ginkel (Mwene '63), Gutiérrez (Vertessen '87), Veerman (Zahavi '87), Doan (Bruma '87), Götze, Gakpo ( 63') | Pasveer, Mazraoui (Rensch '90+1), Timber, Martínez, Blind, Álvarez , Berghuis, Gravenberch (Klaassen '70), Antony, Brobbey (Danilo '36), Tadić |  |
| Stadion: Philips Stadion, Eindhoven Toeschouwers: 0 Scheidsrechter: Danny Makkelie Video-assistent: Rob Dieperink |           |               |                          | Drommel, Teze, Boscagli, Obispo , Mauro Júnior , Van Ginkel (Mwene '63), Gutiérrez (Vertessen '87), Veerman (Zahavi '87), Doan (Bruma '87), Götze, Gakpo ( 63') | Pasveer, Mazraoui (Rensch '90+1), Timber, Martínez, Blind, Álvarez , Berghuis, Gravenberch (Klaassen '70), Antony, Brobbey (Danilo '36), Tadić |  |
| |           |               |                          | | |  |

#### Februari
| Speelronde 21: 5 februari 2022, 20:00 uur                                                                            | PSV        | 1 – 2 (1 – 1) | AZ                            | Opstelling PSV | Opstelling AZ |  |
| Stadion: Philips Stadion, Eindhoven Toeschouwers: 12.000 Scheidsrechter: Allard Lindhout Video-assistent: Kevin Blom | Obispo 19' |               | 40' Martins Indi 75' Karlsson | Mvogo, Mwene (Bruma '89), Teze , Obispo, Mauro Júnior, Sangaré , Boscagli, Veerman (Zahavi '61), Doan (Vertessen '61), Götze , Gakpo | Vindahl Jensen, Sugawara , Hatzidiakos , Martins Indi (Beukema '75), Wijndal , Midtsjø , De Wit, Clasie (Reijnders '82), Evjen, Pavlidis (Aboukhlal '67), Karlsson |  |
| Stadion: Philips Stadion, Eindhoven Toeschouwers: 12.000 Scheidsrechter: Allard Lindhout Video-assistent: Kevin Blom |            |               |                               | Mvogo, Mwene (Bruma '89), Teze , Obispo, Mauro Júnior, Sangaré , Boscagli, Veerman (Zahavi '61), Doan (Vertessen '61), Götze , Gakpo | Vindahl Jensen, Sugawara , Hatzidiakos , Martins Indi (Beukema '75), Wijndal , Midtsjø , De Wit, Clasie (Reijnders '82), Evjen, Pavlidis (Aboukhlal '67), Karlsson |  |
| Stadion: Philips Stadion, Eindhoven Toeschouwers: 12.000 Scheidsrechter: Allard Lindhout Video-assistent: Kevin Blom |            |               |                               | Mvogo, Mwene (Bruma '89), Teze , Obispo, Mauro Júnior, Sangaré , Boscagli, Veerman (Zahavi '61), Doan (Vertessen '61), Götze , Gakpo | Vindahl Jensen, Sugawara , Hatzidiakos , Martins Indi (Beukema '75), Wijndal , Midtsjø , De Wit, Clasie (Reijnders '82), Evjen, Pavlidis (Aboukhlal '67), Karlsson |  |
| |            |               |                               | | |  |

| Speelronde 22: 12 februari 2022, 20:00 uur                                                                       | Vitesse | 0 – 5 (0 – 3) | PSV                                                        | Opstelling Vitesse | Opstelling PSV |  |
| Stadion: GelreDome, Arnhem Toeschouwers: 9.177 Scheidsrechter: Serdar Gözübüyük Video-assistent: Richard Martens |         |               | 4' Zahavi 24' Mauro Júnior 28' Gakpo 62' Vinícius 88' Doan | Houwen, Doekhi , Bazoer (Oroz '46 ), Rasmussen, Dasa, Tronstad (Vroegh '79), Bero, Wittek, Grbić (Buitink '74), Frederiksen (Domgjoni '46), Openda | Drommel, Mwene, Teze ( 73'), Boscagli, Mauro Júnior, Sangaré, Götze (Veerman '72), Gutiérrez (Van Ginkel '89 ( 89')), Madueke (Doan '59), Zahavi (Vinícius '60), Gakpo (Bruma '73) |  |
| Stadion: GelreDome, Arnhem Toeschouwers: 9.177 Scheidsrechter: Serdar Gözübüyük Video-assistent: Richard Martens |         |               |                                                            | Houwen, Doekhi , Bazoer (Oroz '46 ), Rasmussen, Dasa, Tronstad (Vroegh '79), Bero, Wittek, Grbić (Buitink '74), Frederiksen (Domgjoni '46), Openda | Drommel, Mwene, Teze ( 73'), Boscagli, Mauro Júnior, Sangaré, Götze (Veerman '72), Gutiérrez (Van Ginkel '89 ( 89')), Madueke (Doan '59), Zahavi (Vinícius '60), Gakpo (Bruma '73) |  |
| Stadion: GelreDome, Arnhem Toeschouwers: 9.177 Scheidsrechter: Serdar Gözübüyük Video-assistent: Richard Martens |         |               |                                                            | Houwen, Doekhi , Bazoer (Oroz '46 ), Rasmussen, Dasa, Tronstad (Vroegh '79), Bero, Wittek, Grbić (Buitink '74), Frederiksen (Domgjoni '46), Openda | Drommel, Mwene, Teze ( 73'), Boscagli, Mauro Júnior, Sangaré, Götze (Veerman '72), Gutiérrez (Van Ginkel '89 ( 89')), Madueke (Doan '59), Zahavi (Vinícius '60), Gakpo (Bruma '73) |  |
| |         |               |                                                            | | |  |

| Speelronde 23: 20 februari 2022, 16:45 uur                                                                             | PSV                               | 3 – 1 (1 – 1) | sc Heerenveen | Opstelling PSV | Opstelling sc Heerenveen |  |
| Stadion: Philips Stadion, Eindhoven Toeschouwers: 28.000 Scheidsrechter: Dennis Higler Video-assistent: Danny Makkelie | Madueke 13' Götze 46' Veerman 50' |               | 36' Halilović | Drommel, Mauro Júnior, Teze, Boscagli, Max, Madueke (Doan '46), Sangaré, Veerman (Vertessen '90), Gutiérrez (Vinícius '43), Gakpo (Bruma '46), Götze ( 46') (Van Ginkel '82 ( 82')) | Mulder , Van Ewijk, Van Beek, Drešević, Woudenberg, Madsen (Tahiri '87), Haye (Ras '87), De Jong (Al Hajj '72), Halilović (Van der Heide '82), Van Hooijdonk (Musaba '72), Sarr |  |
| Stadion: Philips Stadion, Eindhoven Toeschouwers: 28.000 Scheidsrechter: Dennis Higler Video-assistent: Danny Makkelie |                                   |               |               | Drommel, Mauro Júnior, Teze, Boscagli, Max, Madueke (Doan '46), Sangaré, Veerman (Vertessen '90), Gutiérrez (Vinícius '43), Gakpo (Bruma '46), Götze ( 46') (Van Ginkel '82 ( 82')) | Mulder , Van Ewijk, Van Beek, Drešević, Woudenberg, Madsen (Tahiri '87), Haye (Ras '87), De Jong (Al Hajj '72), Halilović (Van der Heide '82), Van Hooijdonk (Musaba '72), Sarr |  |
| Stadion: Philips Stadion, Eindhoven Toeschouwers: 28.000 Scheidsrechter: Dennis Higler Video-assistent: Danny Makkelie |                                   |               |               | Drommel, Mauro Júnior, Teze, Boscagli, Max, Madueke (Doan '46), Sangaré, Veerman (Vertessen '90), Gutiérrez (Vinícius '43), Gakpo (Bruma '46), Götze ( 46') (Van Ginkel '82 ( 82')) | Mulder , Van Ewijk, Van Beek, Drešević, Woudenberg, Madsen (Tahiri '87), Haye (Ras '87), De Jong (Al Hajj '72), Halilović (Van der Heide '82), Van Hooijdonk (Musaba '72), Sarr |  |
| |                                   |               |               | | |  |

| Speelronde 24: 27 februari 2022, 14:30 uur                                                                       | Sparta Rotterdam | 1 – 2 (1 – 0) | PSV                       | Opstelling Sparta Rotterdam | Opstelling PSV |  |
| Stadion: Het Kasteel, Rotterdam Toeschouwers: 10.020 Scheidsrechter: Jeroen Manschot Video-assistent: Kevin Blom | Thy 32'          |               | 59' Mauro Júnior 67' Doan | Okoye, Abels, Beugelsdijk , Auassar , Durmisi (Pinto '77), Mijnans, Verschueren '54, De Kamps (Van Mullem '69), Van Crooij , Thy (Jans '68), Engels (Dalmau '77) | Drommel, Mauro Júnior, Teze ( 60'), Boscagli, Max , Veerman, Götze (Vinícius '60), Sangaré , Madueke (Bruma '76), Zahavi (Gutiérrez '84), Vertessen (Doan '46) |  |
| Stadion: Het Kasteel, Rotterdam Toeschouwers: 10.020 Scheidsrechter: Jeroen Manschot Video-assistent: Kevin Blom |                  |               |                           | Okoye, Abels, Beugelsdijk , Auassar , Durmisi (Pinto '77), Mijnans, Verschueren '54, De Kamps (Van Mullem '69), Van Crooij , Thy (Jans '68), Engels (Dalmau '77) | Drommel, Mauro Júnior, Teze ( 60'), Boscagli, Max , Veerman, Götze (Vinícius '60), Sangaré , Madueke (Bruma '76), Zahavi (Gutiérrez '84), Vertessen (Doan '46) |  |
| Stadion: Het Kasteel, Rotterdam Toeschouwers: 10.020 Scheidsrechter: Jeroen Manschot Video-assistent: Kevin Blom |                  |               |                           | Okoye, Abels, Beugelsdijk , Auassar , Durmisi (Pinto '77), Mijnans, Verschueren '54, De Kamps (Van Mullem '69), Van Crooij , Thy (Jans '68), Engels (Dalmau '77) | Drommel, Mauro Júnior, Teze ( 60'), Boscagli, Max , Veerman, Götze (Vinícius '60), Sangaré , Madueke (Bruma '76), Zahavi (Gutiérrez '84), Vertessen (Doan '46) |  |
| Bijz.: Aaron Meijers van Sparta Rotterdam kreeg als wisselspeler een gele kaart.                                 |                  |               |                           | | |  |

#### Maart
| Speelronde 25: 6 maart 2022, 12:15 uur                                                                                    | PSV                              | 3 – 1 (1 – 0) | Heracles Almelo | Opstelling PSV | Opstelling Heracles Almelo |  |
| Stadion: Philips Stadion, Eindhoven Toeschouwers: 33.247 Scheidsrechter: Edwin van de Graaf Video-assistent: Clay Ruperti | Veerman 20' Zahavi 55' Gakpo 71' |               | 69' Armenteros  | Drommel, Mauro Júnior (Obispo '84), Teze, Boscagli, Max , Sangaré, Veerman (Bakayoko '90+2), Gutiérrez, Madueke (Gakpo '59 ( 83')), Zahavi (Vinícius '59), Götze (Doan '83) | Bucker, Fadiga, Sonnenberg, Knoester , Quagliata, Ouahim (Sierra '84), Hoogma, De la Torre, Laursen (Lunding '84), Bakış (Armenteros '63), Başacıkoğlu (Hansson '64) |  |
| Stadion: Philips Stadion, Eindhoven Toeschouwers: 33.247 Scheidsrechter: Edwin van de Graaf Video-assistent: Clay Ruperti |                                  |               |                 | Drommel, Mauro Júnior (Obispo '84), Teze, Boscagli, Max , Sangaré, Veerman (Bakayoko '90+2), Gutiérrez, Madueke (Gakpo '59 ( 83')), Zahavi (Vinícius '59), Götze (Doan '83) | Bucker, Fadiga, Sonnenberg, Knoester , Quagliata, Ouahim (Sierra '84), Hoogma, De la Torre, Laursen (Lunding '84), Bakış (Armenteros '63), Başacıkoğlu (Hansson '64) |  |
| Stadion: Philips Stadion, Eindhoven Toeschouwers: 33.247 Scheidsrechter: Edwin van de Graaf Video-assistent: Clay Ruperti |                                  |               |                 | Drommel, Mauro Júnior (Obispo '84), Teze, Boscagli, Max , Sangaré, Veerman (Bakayoko '90+2), Gutiérrez, Madueke (Gakpo '59 ( 83')), Zahavi (Vinícius '59), Götze (Doan '83) | Bucker, Fadiga, Sonnenberg, Knoester , Quagliata, Ouahim (Sierra '84), Hoogma, De la Torre, Laursen (Lunding '84), Bakış (Armenteros '63), Başacıkoğlu (Hansson '64) |  |
| |                                  |               |                 | | |  |

| Speelronde 26: 13 maart 2022, 14:30 uur                                                                            | FC Utrecht | 0 – 1 (0 – 0) | PSV        | Opstelling FC Utrecht | Opstelling PSV |  |
| Stadion: Stadion Galgenwaard, Utrecht Toeschouwers: 22.269 Scheidsrechter: Bas Nijhuis Video-assistent: Kevin Blom |            |               | 53' Zahavi | De Keijzer, Van der Kust (Meissen '82), Van der Hoorn, St. Jago, Warmerdam, Maher , Van de Streek, Van Overeem (Rijks '82), Timber, Douvikas, Balk (Gustafson '67) | Drommel, Mauro Júnior , Teze , Obispo (Boscagli '61), Max (Vinícius '85 ), Gutiérrez, Götze (Veerman '46), Sangaré, Doan, Zahavi (Vertessen '79), Gakpo |  |
| Stadion: Stadion Galgenwaard, Utrecht Toeschouwers: 22.269 Scheidsrechter: Bas Nijhuis Video-assistent: Kevin Blom |            |               |            | De Keijzer, Van der Kust (Meissen '82), Van der Hoorn, St. Jago, Warmerdam, Maher , Van de Streek, Van Overeem (Rijks '82), Timber, Douvikas, Balk (Gustafson '67) | Drommel, Mauro Júnior , Teze , Obispo (Boscagli '61), Max (Vinícius '85 ), Gutiérrez, Götze (Veerman '46), Sangaré, Doan, Zahavi (Vertessen '79), Gakpo |  |
| Stadion: Stadion Galgenwaard, Utrecht Toeschouwers: 22.269 Scheidsrechter: Bas Nijhuis Video-assistent: Kevin Blom |            |               |            | De Keijzer, Van der Kust (Meissen '82), Van der Hoorn, St. Jago, Warmerdam, Maher , Van de Streek, Van Overeem (Rijks '82), Timber, Douvikas, Balk (Gustafson '67) | Drommel, Mauro Júnior , Teze , Obispo (Boscagli '61), Max (Vinícius '85 ), Gutiérrez, Götze (Veerman '46), Sangaré, Doan, Zahavi (Vertessen '79), Gakpo |  |
| |            |               |            | | |  |

| Speelronde 27: 20 maart 2022, 16:45 uur                                                                                   | PSV                                                | 5 – 0 (3 – 0) | Fortuna Sittard | Opstelling PSV | Opstelling Fortuna Sittard |  |
| Stadion: Philips Stadion, Eindhoven Toeschouwers: 33.491 Scheidsrechter: Allard Lindhout Video-assistent: Jeroen Manschot | Max 10' Doan 39' Zahavi 41' Bruma 77' Vinícius 82' |               |                 | Drommel, Mauro Júnior, Teze ( 64') (Obispo '78), Boscagli ( 78'), Max, Sangaré, Götze (Bruma '64), Gutiérrez (Van Ginkel '84), Doan (Madueke '64), Zahavi (Vinícius '64), Veerman | Van Osch, Tirpan (Ferati '66), Lonwijk, Siovas (Botaka '66), Pinto, Samaris (Johansson '84), Duarte, Flemming (Benschop '66), Rienstra (Musaba '66), Seuntjens ( 66'), Semedo |  |
| Stadion: Philips Stadion, Eindhoven Toeschouwers: 33.491 Scheidsrechter: Allard Lindhout Video-assistent: Jeroen Manschot |                                                    |               |                 | Drommel, Mauro Júnior, Teze ( 64') (Obispo '78), Boscagli ( 78'), Max, Sangaré, Götze (Bruma '64), Gutiérrez (Van Ginkel '84), Doan (Madueke '64), Zahavi (Vinícius '64), Veerman | Van Osch, Tirpan (Ferati '66), Lonwijk, Siovas (Botaka '66), Pinto, Samaris (Johansson '84), Duarte, Flemming (Benschop '66), Rienstra (Musaba '66), Seuntjens ( 66'), Semedo |  |
| Stadion: Philips Stadion, Eindhoven Toeschouwers: 33.491 Scheidsrechter: Allard Lindhout Video-assistent: Jeroen Manschot |                                                    |               |                 | Drommel, Mauro Júnior, Teze ( 64') (Obispo '78), Boscagli ( 78'), Max, Sangaré, Götze (Bruma '64), Gutiérrez (Van Ginkel '84), Doan (Madueke '64), Zahavi (Vinícius '64), Veerman | Van Osch, Tirpan (Ferati '66), Lonwijk, Siovas (Botaka '66), Pinto, Samaris (Johansson '84), Duarte, Flemming (Benschop '66), Rienstra (Musaba '66), Seuntjens ( 66'), Semedo |  |
| |                                                    |               |                 | | |  |

#### April
| Speelronde 28: 2 april 2022, 18:45 uur                                                                                     | FC Twente                         | 3 – 3 (3 – 1) | PSV                                  | Opstelling FC Twente | Opstelling PSV |  |
| Stadion: De Grolsch Veste, Enschede Toeschouwers: 30.000 Scheidsrechter: Serdar Gözübüyük Video-assistent: Jochem Kamphuis | Van Wolfswinkel 13', 19' Vlap 25' |               | 35' Veerman 53' Gakpo 90+4' Boscagli | Unnerstall, Brenet, Pröpper , Pleguezuelo, Smal, Zerrouki , Vlap (Bosch '69), Sadílek , Rots (Černý '68), Van Wolfswinkel (Ugalde '68), Limnios (Hilgers '88) | Drommel, Mauro Júnior (Vertessen '90+2), Teze (Ramalho '46 ), Boscagli, Max, Gutiérrez (Gakpo '46 ( 46')), Götze , Sangaré , Doan (Madueke '46), Zahavi (Vinícius '72 ), Veerman |  |
| Stadion: De Grolsch Veste, Enschede Toeschouwers: 30.000 Scheidsrechter: Serdar Gözübüyük Video-assistent: Jochem Kamphuis |                                   |               |                                      | Unnerstall, Brenet, Pröpper , Pleguezuelo, Smal, Zerrouki , Vlap (Bosch '69), Sadílek , Rots (Černý '68), Van Wolfswinkel (Ugalde '68), Limnios (Hilgers '88) | Drommel, Mauro Júnior (Vertessen '90+2), Teze (Ramalho '46 ), Boscagli, Max, Gutiérrez (Gakpo '46 ( 46')), Götze , Sangaré , Doan (Madueke '46), Zahavi (Vinícius '72 ), Veerman |  |
| Stadion: De Grolsch Veste, Enschede Toeschouwers: 30.000 Scheidsrechter: Serdar Gözübüyük Video-assistent: Jochem Kamphuis |                                   |               |                                      | Unnerstall, Brenet, Pröpper , Pleguezuelo, Smal, Zerrouki , Vlap (Bosch '69), Sadílek , Rots (Černý '68), Van Wolfswinkel (Ugalde '68), Limnios (Hilgers '88) | Drommel, Mauro Júnior (Vertessen '90+2), Teze (Ramalho '46 ), Boscagli, Max, Gutiérrez (Gakpo '46 ( 46')), Götze , Sangaré , Doan (Madueke '46), Zahavi (Vinícius '72 ), Veerman |  |
| |                                   |               |                                      | | |  |

| Speelronde 29: 10 april 2022, 14:30 uur                                                                              | PSV                  | 2 – 0 (1 – 0) | RKC Waalwijk | Opstelling PSV | Opstelling RKC Waalwijk |  |
| Stadion: Philips Stadion, Eindhoven Toeschouwers: 33.000 Scheidsrechter: Rob Dieperink Video-assistent: Martin Pérez | Veerman 38' Teze 69' |               |              | Mvogo, Teze, Ramalho , Boscagli (Oppegård '77), Mauro Júnior, Gutiérrez, Veerman (Sangaré '66), Van Ginkel (Gakpo '66 ( 66')), Vertessen (Madueke '66), Vinícius , Bruma (Zahavi '87) | Vaessen, Gaari (Oukili '61), Adewoye , Meulensteen , Touba, Büttner (Daneels '79), Bakari, Anita (Wouters '79), Azhil (Van der Venne '70), Odgaard (Stokkers '79), Kramer |  |
| Stadion: Philips Stadion, Eindhoven Toeschouwers: 33.000 Scheidsrechter: Rob Dieperink Video-assistent: Martin Pérez |                      |               |              | Mvogo, Teze, Ramalho , Boscagli (Oppegård '77), Mauro Júnior, Gutiérrez, Veerman (Sangaré '66), Van Ginkel (Gakpo '66 ( 66')), Vertessen (Madueke '66), Vinícius , Bruma (Zahavi '87) | Vaessen, Gaari (Oukili '61), Adewoye , Meulensteen , Touba, Büttner (Daneels '79), Bakari, Anita (Wouters '79), Azhil (Van der Venne '70), Odgaard (Stokkers '79), Kramer |  |
| Stadion: Philips Stadion, Eindhoven Toeschouwers: 33.000 Scheidsrechter: Rob Dieperink Video-assistent: Martin Pérez |                      |               |              | Mvogo, Teze, Ramalho , Boscagli (Oppegård '77), Mauro Júnior, Gutiérrez, Veerman (Sangaré '66), Van Ginkel (Gakpo '66 ( 66')), Vertessen (Madueke '66), Vinícius , Bruma (Zahavi '87) | Vaessen, Gaari (Oukili '61), Adewoye , Meulensteen , Touba, Büttner (Daneels '79), Bakari, Anita (Wouters '79), Azhil (Van der Venne '70), Odgaard (Stokkers '79), Kramer |  |
| |                      |               |              | | |  |

| Speelronde 30: 23 april 2022, 21:00 uur                                                                             | SC Cambuur | 1 – 2 (1 – 1) | PSV                  | Opstelling SC Cambuur | Opstelling PSV |  |
| Stadion: Cambuurstadion, Leeuwarden Toeschouwers: 10.000 Scheidsrechter: Dennis Higler Video-assistent: Bas Nijhuis | Joosten 2' |               | 44' Zahavi 65' Götze | Bos, Schmidt, Mac-Intosch, Schouten , Sylla '60, Jacobs (Breij '81), Hoedemakers (Paulissen '75), Maulun, Joosten (Sambissa '63), Uldriķis (Smit '81), Kallon | Mvogo, Mauro Júnior, Teze, Ramalho , Max, Veerman (Sangaré '46), Gutiérrez, Götze, Doan (Ledezma '90+1), Zahavi (Romero '82), Bruma (Gakpo '81) |  |
| Stadion: Cambuurstadion, Leeuwarden Toeschouwers: 10.000 Scheidsrechter: Dennis Higler Video-assistent: Bas Nijhuis |            |               |                      | Bos, Schmidt, Mac-Intosch, Schouten , Sylla '60, Jacobs (Breij '81), Hoedemakers (Paulissen '75), Maulun, Joosten (Sambissa '63), Uldriķis (Smit '81), Kallon | Mvogo, Mauro Júnior, Teze, Ramalho , Max, Veerman (Sangaré '46), Gutiérrez, Götze, Doan (Ledezma '90+1), Zahavi (Romero '82), Bruma (Gakpo '81) |  |
| Stadion: Cambuurstadion, Leeuwarden Toeschouwers: 10.000 Scheidsrechter: Dennis Higler Video-assistent: Bas Nijhuis |            |               |                      | Bos, Schmidt, Mac-Intosch, Schouten , Sylla '60, Jacobs (Breij '81), Hoedemakers (Paulissen '75), Maulun, Joosten (Sambissa '63), Uldriķis (Smit '81), Kallon | Mvogo, Mauro Júnior, Teze, Ramalho , Max, Veerman (Sangaré '46), Gutiérrez, Götze, Doan (Ledezma '90+1), Zahavi (Romero '82), Bruma (Gakpo '81) |  |
| |            |               |                      | | |  |

#### Mei
| Speelronde 31: 1 mei 2022, 14:30 uur                                                                                         | PSV                                               | 4 – 2 (3 – 1) | Willem II               | Opstelling PSV | Opstelling Willem II |  |
| Stadion: Philips Stadion, Eindhoven Toeschouwers: 33.100 Scheidsrechter: Jochem Kamphuis Video-assistent: Edwin van de Graaf | Doan 2' Gakpo 31' Zahavi 45+3' Dammers 60' (e.d.) |               | 44' Nunnely 50' Kabangu | Mvogo, Mauro Júnior, Teze, Gutiérrez, Max, Doan (Ledezma '90), Veerman, Sangaré, Gakpo , Zahavi (Van Ginkel '74), Vinícius (Bruma '38) | Wellenreuther, Owusu, Jenssen, Dammers, Köhn, Saddiki (Spieringhs '76), Svensson (Crowley '67), Llonch , Nunnely (Ludewig '68), Kabangu, Köhlert (Pal '87) |  |
| Stadion: Philips Stadion, Eindhoven Toeschouwers: 33.100 Scheidsrechter: Jochem Kamphuis Video-assistent: Edwin van de Graaf |                                                   |               |                         | Mvogo, Mauro Júnior, Teze, Gutiérrez, Max, Doan (Ledezma '90), Veerman, Sangaré, Gakpo , Zahavi (Van Ginkel '74), Vinícius (Bruma '38) | Wellenreuther, Owusu, Jenssen, Dammers, Köhn, Saddiki (Spieringhs '76), Svensson (Crowley '67), Llonch , Nunnely (Ludewig '68), Kabangu, Köhlert (Pal '87) |  |
| Stadion: Philips Stadion, Eindhoven Toeschouwers: 33.100 Scheidsrechter: Jochem Kamphuis Video-assistent: Edwin van de Graaf |                                                   |               |                         | Mvogo, Mauro Júnior, Teze, Gutiérrez, Max, Doan (Ledezma '90), Veerman, Sangaré, Gakpo , Zahavi (Van Ginkel '74), Vinícius (Bruma '38) | Wellenreuther, Owusu, Jenssen, Dammers, Köhn, Saddiki (Spieringhs '76), Svensson (Crowley '67), Llonch , Nunnely (Ludewig '68), Kabangu, Köhlert (Pal '87) |  |
| |                                                   |               |                         | | |  |

| Speelronde 32: 8 mei 2022, 16:45 uur                                                                                         | Feyenoord                 | 2 – 2 (0 – 2) | PSV            | Opstelling Feyenoord | Opstelling PSV |  |
| Stadion: Stadion Feijenoord, Rotterdam Toeschouwers: 47.500 Scheidsrechter: Serdar Gözübüyük Video-assistent: Pol van Boekel | Dessers 86', 90+6' (pen.) |               | 16', 29' Gakpo | Marciano, Geertruida, Trauner (Sandler '76), Senesi (Pedersen '76), Malacia , Aursnes , Til (Wålemark '46), Kökçü (Toornstra ( 76')), Nelson (Linssen '46 ), Dessers, Sinisterra | Mvogo, Mauro Júnior , Teze, Gutiérrez , Max, Sangaré, Götze , Veerman, Doan (Madueke '88), Zahavi (Bruma '78), Gakpo (Van Ginkel ( 87')) |  |
| Stadion: Stadion Feijenoord, Rotterdam Toeschouwers: 47.500 Scheidsrechter: Serdar Gözübüyük Video-assistent: Pol van Boekel |                           |               |                | Marciano, Geertruida, Trauner (Sandler '76), Senesi (Pedersen '76), Malacia , Aursnes , Til (Wålemark '46), Kökçü (Toornstra ( 76')), Nelson (Linssen '46 ), Dessers, Sinisterra | Mvogo, Mauro Júnior , Teze, Gutiérrez , Max, Sangaré, Götze , Veerman, Doan (Madueke '88), Zahavi (Bruma '78), Gakpo (Van Ginkel ( 87')) |  |
| Stadion: Stadion Feijenoord, Rotterdam Toeschouwers: 47.500 Scheidsrechter: Serdar Gözübüyük Video-assistent: Pol van Boekel |                           |               |                | Marciano, Geertruida, Trauner (Sandler '76), Senesi (Pedersen '76), Malacia , Aursnes , Til (Wålemark '46), Kökçü (Toornstra ( 76')), Nelson (Linssen '46 ), Dessers, Sinisterra | Mvogo, Mauro Júnior , Teze, Gutiérrez , Max, Sangaré, Götze , Veerman, Doan (Madueke '88), Zahavi (Bruma '78), Gakpo (Van Ginkel ( 87')) |  |
| |                           |               |                | | |  |

| Speelronde 33: 11 mei 2022, 20:00 uur                                                                                 | PSV                               | 3 – 2 (2 – 0) | N.E.C.                       | Opstelling PSV | Opstelling N.E.C. |  |
| Stadion: Philips Stadion, Eindhoven Toeschouwers: 34.274 Scheidsrechter: Bas Nijhuis Video-assistent: Laurens Gerrets | Doan 26' Gutiérrez 36' Zahavi 61' |               | 66' Duelund 72' (pen.) Okita | Mvogo, Mauro Júnior, Teze, Gutiérrez, Max, Doan (Ledezma '88), Götze, Sangaré, Madueke (Bruma '46), Zahavi (Romero '70), Gakpo (Bakayoko '90+4) | Branderhorst, Van Rooij, Márquez, Guth, El Karouani, Schöne , Bruijn (Duelund '55), Proper (Vet '55), Tavşan (Bronkhorst '67), Akman (Cissoko '55), Okita |  |
| Stadion: Philips Stadion, Eindhoven Toeschouwers: 34.274 Scheidsrechter: Bas Nijhuis Video-assistent: Laurens Gerrets |                                   |               |                              | Mvogo, Mauro Júnior, Teze, Gutiérrez, Max, Doan (Ledezma '88), Götze, Sangaré, Madueke (Bruma '46), Zahavi (Romero '70), Gakpo (Bakayoko '90+4) | Branderhorst, Van Rooij, Márquez, Guth, El Karouani, Schöne , Bruijn (Duelund '55), Proper (Vet '55), Tavşan (Bronkhorst '67), Akman (Cissoko '55), Okita |  |
| Stadion: Philips Stadion, Eindhoven Toeschouwers: 34.274 Scheidsrechter: Bas Nijhuis Video-assistent: Laurens Gerrets |                                   |               |                              | Mvogo, Mauro Júnior, Teze, Gutiérrez, Max, Doan (Ledezma '88), Götze, Sangaré, Madueke (Bruma '46), Zahavi (Romero '70), Gakpo (Bakayoko '90+4) | Branderhorst, Van Rooij, Márquez, Guth, El Karouani, Schöne , Bruijn (Duelund '55), Proper (Vet '55), Tavşan (Bronkhorst '67), Akman (Cissoko '55), Okita |  |
| |                                   |               |                              | | |  |

| Speelronde 34: 15 mei 2022, 14:30 uur                                                                                  | PEC Zwolle    | 1 – 2 (1 – 1) | PSV                   | Opstelling PEC Zwolle | Opstelling PSV |  |
| Stadion: MAC³PARK stadion, Zwolle Toeschouwers: 14.000 Scheidsrechter: Edwin van de Graaf Video-assistent: Erwin Blank | Kastaneer 15' |               | 11' Bruma 73' Ledezma | Lamprou, Van Polen , Nakayama, De Wit (Van der Werff '68), Anderson, Beelen (Reijnders '68), Van den Belt (Koolwijk '56), Clement (De Waal '56), Paal, Redan , Kastaneer (Tedić '60) | Mvogo, Mauro Júnior, Teze, Gutiérrez, Max (Vos '46), Sangaré (Seelt '75), Götze, Veerman (Ledezma '59), Madueke (Bakayoko '59), Bruma (Romero '60), Gakpo |  |
| Stadion: MAC³PARK stadion, Zwolle Toeschouwers: 14.000 Scheidsrechter: Edwin van de Graaf Video-assistent: Erwin Blank |               |               |                       | Lamprou, Van Polen , Nakayama, De Wit (Van der Werff '68), Anderson, Beelen (Reijnders '68), Van den Belt (Koolwijk '56), Clement (De Waal '56), Paal, Redan , Kastaneer (Tedić '60) | Mvogo, Mauro Júnior, Teze, Gutiérrez, Max (Vos '46), Sangaré (Seelt '75), Götze, Veerman (Ledezma '59), Madueke (Bakayoko '59), Bruma (Romero '60), Gakpo |  |
| Stadion: MAC³PARK stadion, Zwolle Toeschouwers: 14.000 Scheidsrechter: Edwin van de Graaf Video-assistent: Erwin Blank |               |               |                       | Lamprou, Van Polen , Nakayama, De Wit (Van der Werff '68), Anderson, Beelen (Reijnders '68), Van den Belt (Koolwijk '56), Clement (De Waal '56), Paal, Redan , Kastaneer (Tedić '60) | Mvogo, Mauro Júnior, Teze, Gutiérrez, Max (Vos '46), Sangaré (Seelt '75), Götze, Veerman (Ledezma '59), Madueke (Bakayoko '59), Bruma (Romero '60), Gakpo |  |
| |               |               |                       | | |  |

### Statistieken

#### Eindstand in Nederlandse Eredivisie
| Stand | Gespeeld | Gewonnen | Gelijk | Verloren | Punten | Doelpunten voor | Doelpunten tegen | Gele kaarten | Twee gele kaarten | Rode kaarten |
| ----- | -------- | -------- | ------ | -------- | ------ | --------------- | ---------------- | ------------ | ----------------- | ------------ |
| 2e    | 34       | 26       | 3      | 5        | 81     | 86              | 42               | 42           | 0                 | 0            |

#### Punten, stand en doelpunten per speelronde
| Speelronde                            | 1  | 2  | 3  | 4   | 5  | 6  | 7  | 8  | 9   | 10 | 11 | 12  | 13  | 14  | 15  | 16  | 17  | 18  | 19  | 20  | 21  | 22  | 23  | 24  | 25  | 26  | 27  | 28  | 29  | 30  | 31  | 32  | 33  | 34  | Totaal |
| ------------------------------------- | -- | -- | -- | --- | -- | -- | -- | -- | --- | -- | -- | --- | --- | --- | --- | --- | --- | --- | --- | --- | --- | --- | --- | --- | --- | --- | --- | --- | --- | --- | --- | --- | --- | --- | ------ |
| Aantal punten per speelronde          | 3  | 3  | 3  | 3   | 0  | 3  | 0  | 3  | 3   | 0  | 3  | 3   | 3   | 1   | 3   | 3   | 3   | 3   | 3   | 0   | 0   | 3   | 3   | 3   | 3   | 3   | 3   | 1   | 3   | 3   | 3   | 1   | 3   | 3   | 81     |
| Aantal punten na speelronde           | 3  | 6  | 9  | 12  | 12 | 15 | 15 | 18 | 21  | 21 | 24 | 27  | 30  | 31  | 34  | 37  | 40  | 43  | 46  | 46  | 46  | 49  | 52  | 55  | 58  | 61  | 64  | 65  | 68  | 71  | 74  | 75  | 78  | 81  | 81     |
| Stand na speelronde                   | 4e | 2e | 1e | 1e  | 3e | 3e | 4e | 3e | 2e  | 3e | 3e | 3e  | 3e  | 3e  | 3e  | 1e  | 1e  | 1e  | 1e  | 2e  | 2e  | 2e  | 2e  | 2e  | 2e  | 2e  | 2e  | 2e  | 2e  | 2e  | 2e  | 2e  | 2e  | 2e  | 2e     |
| Aantal doelpunten per speelronde      | 2  | 4  | 5  | 3   | 0  | 2  | 1  | 2  | 3   | 0  | 5  | 4   | 2   | 1   | 4   | 2   | 4   | 2   | 1   | 1   | 1   | 5   | 3   | 2   | 3   | 1   | 5   | 3   | 2   | 2   | 4   | 2   | 3   | 2   | 86     |
| Aantal tegendoelpunten per speelronde | 0  | 1  | 2  | 0   | 4  | 1  | 2  | 1  | 1   | 5  | 2  | 1   | 0   | 1   | 1   | 1   | 1   | 0   | 0   | 2   | 2   | 0   | 1   | 1   | 1   | 0   | 0   | 3   | 0   | 1   | 2   | 2   | 2   | 1   | 42     |
| Doelsaldo na speelronde               | +2 | +5 | +8 | +11 | +7 | +8 | +7 | +8 | +10 | +5 | +8 | +11 | +13 | +13 | +16 | +17 | +20 | +22 | +23 | +22 | +21 | +26 | +28 | +29 | +31 | +32 | +37 | +37 | +39 | +40 | +42 | +42 | +43 | +44 | +44    |

## Champions League

#### Tweede kwalificatieronde
| Wedstrijd 1/2: 21 juli 2021, 21:00 uur                                                       | PSV                                | 5 – 1 (2 – 1) | Galatasaray | Opstelling PSV | Opstelling Galatasaray |  |
| Stadion: Philips Stadion, Eindhoven Toeschouwers: 23.500 Scheidsrechter: Alejandro Hernández | Zahavi 2', 35', 84' Götze 51', 88' |               | 42' Kılınç  | Drommel, Mwene, Ramalho, Boscagli, Max, Sangaré, Van Ginkel (Pröpper '63), Götze, Madueke (Thomas '76), Zahavi (Rosario '90), Vertessen (Gakpo '63 ( 63')) | Muslera , Bayram, Marcão , Luyindama , Öztürk (Akgün '62), Kılınç (Taşdemir '90), Kara, Arda (Feghouli '61), Aktürkoğlu (Falcao '90), Babel (Mohamed '61), Sekidika |  |
| Stadion: Philips Stadion, Eindhoven Toeschouwers: 23.500 Scheidsrechter: Alejandro Hernández |                                    |               |             | Drommel, Mwene, Ramalho, Boscagli, Max, Sangaré, Van Ginkel (Pröpper '63), Götze, Madueke (Thomas '76), Zahavi (Rosario '90), Vertessen (Gakpo '63 ( 63')) | Muslera , Bayram, Marcão , Luyindama , Öztürk (Akgün '62), Kılınç (Taşdemir '90), Kara, Arda (Feghouli '61), Aktürkoğlu (Falcao '90), Babel (Mohamed '61), Sekidika |  |
| Stadion: Philips Stadion, Eindhoven Toeschouwers: 23.500 Scheidsrechter: Alejandro Hernández |                                    |               |             | Drommel, Mwene, Ramalho, Boscagli, Max, Sangaré, Van Ginkel (Pröpper '63), Götze, Madueke (Thomas '76), Zahavi (Rosario '90), Vertessen (Gakpo '63 ( 63')) | Muslera , Bayram, Marcão , Luyindama , Öztürk (Akgün '62), Kılınç (Taşdemir '90), Kara, Arda (Feghouli '61), Aktürkoğlu (Falcao '90), Babel (Mohamed '61), Sekidika |  |
|                                                                                              |                                    |               |             | | |  |

| Wedstrijd 2/2: 28 juli 2021, 20:00 uur                                                                    | Galatasaray | 1 – 2 (0 – 1) | PSV                        | Opstelling Galatasaray | Opstelling PSV |  |
| Stadion: Başakşehir Fatih Terimstadion, Istanboel Toeschouwers: 5.775 Scheidsrechter: Massimiliano Irrati | Diagne 84'  |               | 37' Madueke 59' Van Ginkel | Muslera , Yedlin, Luyindama, Marcão, Bayram (Babacan '76), Sekidika, Kara , Kılınç (Taşdemir '67), Yılmaz (Babel '46), Aktürkoğlu (Arda '67), Mohamed (Diagne '46) | Drommel, Mwene, Ramalho, Boscagli '74, Max, Sangaré, Götze (Teze '90+1), Van Ginkel (Pröpper '69), Madueke (Mauro Júnior '69), Zahavi (Viergever '75 ( 90+1')), Gakpo ( 69') (Bruma '90+1) |  |
| Stadion: Başakşehir Fatih Terimstadion, Istanboel Toeschouwers: 5.775 Scheidsrechter: Massimiliano Irrati |             |               |                            | Muslera , Yedlin, Luyindama, Marcão, Bayram (Babacan '76), Sekidika, Kara , Kılınç (Taşdemir '67), Yılmaz (Babel '46), Aktürkoğlu (Arda '67), Mohamed (Diagne '46) | Drommel, Mwene, Ramalho, Boscagli '74, Max, Sangaré, Götze (Teze '90+1), Van Ginkel (Pröpper '69), Madueke (Mauro Júnior '69), Zahavi (Viergever '75 ( 90+1')), Gakpo ( 69') (Bruma '90+1) |  |
| Stadion: Başakşehir Fatih Terimstadion, Istanboel Toeschouwers: 5.775 Scheidsrechter: Massimiliano Irrati |             |               |                            | Muslera , Yedlin, Luyindama, Marcão, Bayram (Babacan '76), Sekidika, Kara , Kılınç (Taşdemir '67), Yılmaz (Babel '46), Aktürkoğlu (Arda '67), Mohamed (Diagne '46) | Drommel, Mwene, Ramalho, Boscagli '74, Max, Sangaré, Götze (Teze '90+1), Van Ginkel (Pröpper '69), Madueke (Mauro Júnior '69), Zahavi (Viergever '75 ( 90+1')), Gakpo ( 69') (Bruma '90+1) |  |
| Bijz.: Totaalscore: Galatasaray – PSV: 2 – 7                                                              |             |               |                            | | |  |

#### Derde kwalificatieronde
| Wedstrijd 1/2: 3 augustus 2021, 20:00 uur                                                | PSV                             | 3 – 0 (3 – 0) | FC Midtjylland | Opstelling PSV | Opstelling FC Midtjylland |  |
| Stadion: Philips Stadion, Eindhoven Toeschouwers: 23.500 Scheidsrechter: Sergej Karasjov | Madueke 19' Götze 29' Gakpo 32' |               |                | Drommel, Mwene (Teze '70), Ramalho, Obispo, Max, Sangaré, Götze, Van Ginkel (Pröpper '70 ( 86')), Madueke (Bruma '90+2), Zahavi, Gakpo ( 70') (Vertessen '86) | Lössl, Andersson, Onyedika , Sviatchenko, Nicolaisen, Paulinho (Dyhr '82), Dreyer (Lind '69), Charles (Cools '46), Evander, Mabil (Isaksen '57), Brumado (Hansen '69) |  |
| Stadion: Philips Stadion, Eindhoven Toeschouwers: 23.500 Scheidsrechter: Sergej Karasjov |                                 |               |                | Drommel, Mwene (Teze '70), Ramalho, Obispo, Max, Sangaré, Götze, Van Ginkel (Pröpper '70 ( 86')), Madueke (Bruma '90+2), Zahavi, Gakpo ( 70') (Vertessen '86) | Lössl, Andersson, Onyedika , Sviatchenko, Nicolaisen, Paulinho (Dyhr '82), Dreyer (Lind '69), Charles (Cools '46), Evander, Mabil (Isaksen '57), Brumado (Hansen '69) |  |
| Stadion: Philips Stadion, Eindhoven Toeschouwers: 23.500 Scheidsrechter: Sergej Karasjov |                                 |               |                | Drommel, Mwene (Teze '70), Ramalho, Obispo, Max, Sangaré, Götze, Van Ginkel (Pröpper '70 ( 86')), Madueke (Bruma '90+2), Zahavi, Gakpo ( 70') (Vertessen '86) | Lössl, Andersson, Onyedika , Sviatchenko, Nicolaisen, Paulinho (Dyhr '82), Dreyer (Lind '69), Charles (Cools '46), Evander, Mabil (Isaksen '57), Brumado (Hansen '69) |  |
|                                                                                          |                                 |               |                | | |  |

| Wedstrijd 2/2: 10 augustus 2021, 20:00 uur                                     | FC Midtjylland | 0 – 1 (0 – 0) | PSV         | Opstelling FC Midtjylland | Opstelling PSV |  |
| Stadion: MCH Arena, Herning Toeschouwers: 6.288 Scheidsrechter: Clément Turpin |                |               | 90+3' Bruma | Lössl, Andersson, Cools, Nicolaisen, Paulinho, Dyhr (Isaksen '46), Dreyer, Onyedika (Fraulo '80), Evander (Charles '83), Mabil (Lind '72), Brumado (Hansen '80) | Drommel, Teze, Ramalho, Boscagli, Max, Sangaré, Götze (Van Ginkel '76 ( 88')), Pröpper ( 64') (Mauro Júnior '88), Madueke (Bruma '64), Zahavi (Fofana '88), Gakpo (Vertessen '64) |  |
| Stadion: MCH Arena, Herning Toeschouwers: 6.288 Scheidsrechter: Clément Turpin |                |               |             | Lössl, Andersson, Cools, Nicolaisen, Paulinho, Dyhr (Isaksen '46), Dreyer, Onyedika (Fraulo '80), Evander (Charles '83), Mabil (Lind '72), Brumado (Hansen '80) | Drommel, Teze, Ramalho, Boscagli, Max, Sangaré, Götze (Van Ginkel '76 ( 88')), Pröpper ( 64') (Mauro Júnior '88), Madueke (Bruma '64), Zahavi (Fofana '88), Gakpo (Vertessen '64) |  |
| Stadion: MCH Arena, Herning Toeschouwers: 6.288 Scheidsrechter: Clément Turpin |                |               |             | Lössl, Andersson, Cools, Nicolaisen, Paulinho, Dyhr (Isaksen '46), Dreyer, Onyedika (Fraulo '80), Evander (Charles '83), Mabil (Lind '72), Brumado (Hansen '80) | Drommel, Teze, Ramalho, Boscagli, Max, Sangaré, Götze (Van Ginkel '76 ( 88')), Pröpper ( 64') (Mauro Júnior '88), Madueke (Bruma '64), Zahavi (Fofana '88), Gakpo (Vertessen '64) |  |
| Bijz.: Totaalscore: FC Midtjylland – PSV: 0 – 4                                |                |               |             | | |  |

#### Play-offronde
| Wedstrijd 1/2: 18 augustus 2021, 21:00 uur                                         | SL Benfica               | 2 – 1 (2 – 0) | PSV       | Opstelling SL Benfica | Opstelling PSV |  |
| Stadion: Estádio da Luz, Lissabon Toeschouwers: 18.199 Scheidsrechter: Felix Brych | Rafa Silva 10' Weigl 42' |               | 52' Gakpo | Vlachodimos, Gonçalves (Meïté '74 ), Otamendi , Veríssimo, Rodrigues, Weigl (Éverton '71), João Mário (Taarabt '86), Grimaldo, Yaremchuk (Ramos '71 ), Rafa Silva , Pizzi (Almeida '72 ( 72') ) | Drommel, Mwene, Ramalho, Boscagli (Obispo '64 ), Max (Teze '89), Sangaré, Götze, Van Ginkel (Pröpper '64), Madueke (Bruma '74), Zahavi (Vertessen '89), Gakpo ( 64') |  |
| Stadion: Estádio da Luz, Lissabon Toeschouwers: 18.199 Scheidsrechter: Felix Brych |                          |               |           | Vlachodimos, Gonçalves (Meïté '74 ), Otamendi , Veríssimo, Rodrigues, Weigl (Éverton '71), João Mário (Taarabt '86), Grimaldo, Yaremchuk (Ramos '71 ), Rafa Silva , Pizzi (Almeida '72 ( 72') ) | Drommel, Mwene, Ramalho, Boscagli (Obispo '64 ), Max (Teze '89), Sangaré, Götze, Van Ginkel (Pröpper '64), Madueke (Bruma '74), Zahavi (Vertessen '89), Gakpo ( 64') |  |
| Stadion: Estádio da Luz, Lissabon Toeschouwers: 18.199 Scheidsrechter: Felix Brych |                          |               |           | Vlachodimos, Gonçalves (Meïté '74 ), Otamendi , Veríssimo, Rodrigues, Weigl (Éverton '71), João Mário (Taarabt '86), Grimaldo, Yaremchuk (Ramos '71 ), Rafa Silva , Pizzi (Almeida '72 ( 72') ) | Drommel, Mwene, Ramalho, Boscagli (Obispo '64 ), Max (Teze '89), Sangaré, Götze, Van Ginkel (Pröpper '64), Madueke (Bruma '74), Zahavi (Vertessen '89), Gakpo ( 64') |  |
|                                                                                    |                          |               |           | | |  |

| Wedstrijd 2/2: 24 augustus 2021, 21:00 uur                                                                                              | PSV | 0 – 0 | SL Benfica | Opstelling PSV | Opstelling SL Benfica |  |
| Stadion: Philips Stadion, Eindhoven Toeschouwers: 21.855 Scheidsrechter: Slavko Vincic                                                  |     |       |            | Drommel, Mwene (Thomas '89 ), Ramalho , Boscagli (Obispo '70), Max (Teze '89), Sangaré, Götze, Van Ginkel (Bruma '70), Madueke (Vertessen '70), Zahavi, Gakpo ( 70') | Vlachodimos , Gilberto (Almeida '61), Otamendi , Veríssimo '32, Rodrigues, João Mário (Éverton '74), Weigl, Grimaldo, Taarabt (Vertonghen '54), Rafa Silva (Meïté '74), Yaremchuk (Ramos '61 ) |  |
| Stadion: Philips Stadion, Eindhoven Toeschouwers: 21.855 Scheidsrechter: Slavko Vincic                                                  |     |       |            | Drommel, Mwene (Thomas '89 ), Ramalho , Boscagli (Obispo '70), Max (Teze '89), Sangaré, Götze, Van Ginkel (Bruma '70), Madueke (Vertessen '70), Zahavi, Gakpo ( 70') | Vlachodimos , Gilberto (Almeida '61), Otamendi , Veríssimo '32, Rodrigues, João Mário (Éverton '74), Weigl, Grimaldo, Taarabt (Vertonghen '54), Rafa Silva (Meïté '74), Yaremchuk (Ramos '61 ) |  |
| Stadion: Philips Stadion, Eindhoven Toeschouwers: 21.855 Scheidsrechter: Slavko Vincic                                                  |     |       |            | Drommel, Mwene (Thomas '89 ), Ramalho , Boscagli (Obispo '70), Max (Teze '89), Sangaré, Götze, Van Ginkel (Bruma '70), Madueke (Vertessen '70), Zahavi, Gakpo ( 70') | Vlachodimos , Gilberto (Almeida '61), Otamendi , Veríssimo '32, Rodrigues, João Mário (Éverton '74), Weigl, Grimaldo, Taarabt (Vertonghen '54), Rafa Silva (Meïté '74), Yaremchuk (Ramos '61 ) |  |
| Bijz.: Totaalscore: PSV – SL Benfica: 1 – 2, hierdoor stroomde PSV door naar de UEFA Europa League en plaatste zich voor de groepsfase. |     |       |            | | |  |

## Europa League

#### Groepsfase (groep B)
| # | Team          | Wedstrijden | Wedstrijden | Wedstrijden | Wedstrijden | Punten | Doelpunten | Doelpunten | Doelpunten |       | Uitslagen (Thuis ╲ Uit) | Uitslagen (Thuis ╲ Uit) | Uitslagen (Thuis ╲ Uit) | Uitslagen (Thuis ╲ Uit) |
| # | Team          | Gespeeld    | Winst       | Gelijk      | Verlies     | Punten | Voor       | Tegen      | Saldo      | MON   | RSO                     | PSV                     | STU                     |                         |
| 1. | AS Monaco     | 6           | 3           | 3           | 0           | 12     | 7          | 4          | +3         |       | 2 – 1                   | 0 – 0                   | 1 – 0                   |                         |
| 2. | Real Sociedad | 6           | 2           | 3           | 1           | 9      | 9          | 6          | +3         | 1 – 1 |                         | 3 – 0                   | 1 – 1                   |                         |
| 3. | PSV           | 6           | 2           | 2           | 2           | 8      | 9          | 8          | +1         | 1 – 2 | 2 – 2                   |                         | 2 – 0                   |                         |
| 4. | Sturm Graz    | 6           | 0           | 2           | 4           | 2      | 3          | 10         | −7         | 1 – 1 | 0 – 1                   | 1 – 4                   |                         |                         |
| \| Legendakleuren in de tabellen \| \| Groepswinnaar gaat door naar de achtste finale. \| \| Nummer twee gaat door naar de tussenronde. \| \| Nummer drie gaat door naar de tussenronde van de Europa Conference League. \| \| Uitgeschakeld \| |               |             |             |             |             |        |            |            |            |       |                         |                         |                         |                         |
| Legendakleuren in de tabellen |               |             |             |             |             |        |            |            |            |       |                         |                         |                         |                         |
| Groepswinnaar gaat door naar de achtste finale. |               |             |             |             |             |        |            |            |            |       |                         |                         |                         |                         |
| Nummer twee gaat door naar de tussenronde. |               |             |             |             |             |        |            |            |            |       |                         |                         |                         |                         |
| Nummer drie gaat door naar de tussenronde van de Europa Conference League. |               |             |             |             |             |        |            |            |            |       |                         |                         |                         |                         |
| Uitgeschakeld |               |             |             |             |             |        |            |            |            |       |                         |                         |                         |                         |

| Wedstrijd 1/6: 16 september 2021, 21:00 uur                                             | PSV                 | 2 – 2 (1 – 2) | Real Sociedad        | Opstelling PSV | Opstelling Real Sociedad |  |
| Stadion: Philips Stadion, Eindhoven Toeschouwers: 23.500 Scheidsrechter: William Collum | Götze 32' Gakpo 54' |               | 34' Januzaj 39' Isak | Drommel, Mwene (Teze '68), Ramalho ( 89'), Obispo, Max, Van Ginkel (Thomas '64), Götze, Boscagli, Madueke (Vertessen '63), Zahavi (Vinícius '63 ), Gakpo ( 64') (Bruma '89) | Remiro, Zaldúa (Romero '79), Elustondo , Le Normand (Zubeldia '60), Muñoz (Pacheco '60), Januzaj (Gorosabel '79), Zubimendi , Merino, Guevara , Oyarzabal , Isak (Sørloth '83) |  |
| Stadion: Philips Stadion, Eindhoven Toeschouwers: 23.500 Scheidsrechter: William Collum |                     |               |                      | Drommel, Mwene (Teze '68), Ramalho ( 89'), Obispo, Max, Van Ginkel (Thomas '64), Götze, Boscagli, Madueke (Vertessen '63), Zahavi (Vinícius '63 ), Gakpo ( 64') (Bruma '89) | Remiro, Zaldúa (Romero '79), Elustondo , Le Normand (Zubeldia '60), Muñoz (Pacheco '60), Januzaj (Gorosabel '79), Zubimendi , Merino, Guevara , Oyarzabal , Isak (Sørloth '83) |  |
| Stadion: Philips Stadion, Eindhoven Toeschouwers: 23.500 Scheidsrechter: William Collum |                     |               |                      | Drommel, Mwene (Teze '68), Ramalho ( 89'), Obispo, Max, Van Ginkel (Thomas '64), Götze, Boscagli, Madueke (Vertessen '63), Zahavi (Vinícius '63 ), Gakpo ( 64') (Bruma '89) | Remiro, Zaldúa (Romero '79), Elustondo , Le Normand (Zubeldia '60), Muñoz (Pacheco '60), Januzaj (Gorosabel '79), Zubimendi , Merino, Guevara , Oyarzabal , Isak (Sørloth '83) |  |
|                                                                                         |                     |               |                      | | |  |

| Wedstrijd 2/6: 30 september 2021, 18:45 uur                                       | Sturm Graz    | 1 – 4 (0 – 1) | PSV                                          | Opstelling Sturm Graz | Opstelling PSV |  |
| Stadion: Merkur Arena, Graz Toeschouwers: 15.026 Scheidsrechter: Jevhen Aranovsky | Stanković 55' |               | 32' Sangaré 51' Zahavi 74' Max 78' Vertessen | Siebenhandl, Gazibegović , Affengruber, Wütrich, Dante, Hierländer (Lang '82), Stanković , Ljubić (Kuen '46), Kiteishvili (Prass '82), Yeboah (Niangbo '77), Jantscher (Sarkaria '67) | Drommel, Mwene, Ramalho ( 90'), Boscagli , Max, Sangaré '89, Götze (Gutiérrez '81), Doan (Vertessen '64), Van Ginkel (Obispo '81), Zahavi (Vinícius '65), Gakpo ( 81') (Mauro Júnior '90) |  |
| Stadion: Merkur Arena, Graz Toeschouwers: 15.026 Scheidsrechter: Jevhen Aranovsky |               |               |                                              | Siebenhandl, Gazibegović , Affengruber, Wütrich, Dante, Hierländer (Lang '82), Stanković , Ljubić (Kuen '46), Kiteishvili (Prass '82), Yeboah (Niangbo '77), Jantscher (Sarkaria '67) | Drommel, Mwene, Ramalho ( 90'), Boscagli , Max, Sangaré '89, Götze (Gutiérrez '81), Doan (Vertessen '64), Van Ginkel (Obispo '81), Zahavi (Vinícius '65), Gakpo ( 81') (Mauro Júnior '90) |  |
| Stadion: Merkur Arena, Graz Toeschouwers: 15.026 Scheidsrechter: Jevhen Aranovsky |               |               |                                              | Siebenhandl, Gazibegović , Affengruber, Wütrich, Dante, Hierländer (Lang '82), Stanković , Ljubić (Kuen '46), Kiteishvili (Prass '82), Yeboah (Niangbo '77), Jantscher (Sarkaria '67) | Drommel, Mwene, Ramalho ( 90'), Boscagli , Max, Sangaré '89, Götze (Gutiérrez '81), Doan (Vertessen '64), Van Ginkel (Obispo '81), Zahavi (Vinícius '65), Gakpo ( 81') (Mauro Júnior '90) |  |
|                                                                                   |               |               |                                              | | |  |

| Wedstrijd 3/6: 21 oktober 2021, 21:00 uur                                             | PSV       | 1 – 2 (0 – 1) | AS Monaco          | Opstelling PSV | Opstelling AS Monaco |  |
| Stadion: Philips Stadion, Eindhoven Toeschouwers: 33.000 Scheidsrechter: Davide Massa | Gakpo 59' |               | 20' Boadu 89' Diop | Drommel, Mwene, Ramalho, Obispo, Max, Van Ginkel , Götze, Boscagli, Madueke (Vertessen '56), Vinícius (Zahavi '87), Gakpo (Bruma '65) | Nübel, Maripán, Disasi (Martins '74), Badiashile, Aguilar, Fofana (Matazo '69), Lucas (Diop '75), Caio Henrique, Volland, Tchouaméni, Boadu (Ben Yedder '70 ( 74')) |  |
| Stadion: Philips Stadion, Eindhoven Toeschouwers: 33.000 Scheidsrechter: Davide Massa |           |               |                    | Drommel, Mwene, Ramalho, Obispo, Max, Van Ginkel , Götze, Boscagli, Madueke (Vertessen '56), Vinícius (Zahavi '87), Gakpo (Bruma '65) | Nübel, Maripán, Disasi (Martins '74), Badiashile, Aguilar, Fofana (Matazo '69), Lucas (Diop '75), Caio Henrique, Volland, Tchouaméni, Boadu (Ben Yedder '70 ( 74')) |  |
| Stadion: Philips Stadion, Eindhoven Toeschouwers: 33.000 Scheidsrechter: Davide Massa |           |               |                    | Drommel, Mwene, Ramalho, Obispo, Max, Van Ginkel , Götze, Boscagli, Madueke (Vertessen '56), Vinícius (Zahavi '87), Gakpo (Bruma '65) | Nübel, Maripán, Disasi (Martins '74), Badiashile, Aguilar, Fofana (Matazo '69), Lucas (Diop '75), Caio Henrique, Volland, Tchouaméni, Boadu (Ben Yedder '70 ( 74')) |  |
|                                                                                       |           |               |                    | | |  |

| Wedstrijd 4/6: 4 november 2021, 18:45 uur                                        | AS Monaco | 0 – 0 | PSV | Opstelling AS Monaco | Opstelling PSV |  |
| Stadion: Stade Louis II, Monaco Toeschouwers: 5.840 Scheidsrechter: Cüneyt Çakır |           |       |     | Nübel, Caio Henrique, Badiashile, Maripán , Aguilar (Golovin '46), Lucas (Diop '46), Fofana, Tchouaméni ( 46'), Disasi (Sidibé '46), Boadu (Ben Yedder '66 ( 66')), Volland (Diatta '75) | Drommel, Teze, Ramalho , Boscagli , Max, Mwene, Sangaré, Vinícius (Doan '58), Gutiérrez, Vertessen (Bruma '45), Zahavi (Romero '89) |  |
| Stadion: Stade Louis II, Monaco Toeschouwers: 5.840 Scheidsrechter: Cüneyt Çakır |           |       |     | Nübel, Caio Henrique, Badiashile, Maripán , Aguilar (Golovin '46), Lucas (Diop '46), Fofana, Tchouaméni ( 46'), Disasi (Sidibé '46), Boadu (Ben Yedder '66 ( 66')), Volland (Diatta '75) | Drommel, Teze, Ramalho , Boscagli , Max, Mwene, Sangaré, Vinícius (Doan '58), Gutiérrez, Vertessen (Bruma '45), Zahavi (Romero '89) |  |
| Stadion: Stade Louis II, Monaco Toeschouwers: 5.840 Scheidsrechter: Cüneyt Çakır |           |       |     | Nübel, Caio Henrique, Badiashile, Maripán , Aguilar (Golovin '46), Lucas (Diop '46), Fofana, Tchouaméni ( 46'), Disasi (Sidibé '46), Boadu (Ben Yedder '66 ( 66')), Volland (Diatta '75) | Drommel, Teze, Ramalho , Boscagli , Max, Mwene, Sangaré, Vinícius (Doan '58), Gutiérrez, Vertessen (Bruma '45), Zahavi (Romero '89) |  |
|                                                                                  |           |       |     | | |  |

| Wedstrijd 5/6: 25 november 2021, 21:00 uur                                           | PSV                           | 2 – 0 (1 – 0) | Sturm Graz | Opstelling PSV | Opstelling Sturm Graz |  |
| Stadion: Philips Stadion, Eindhoven Toeschouwers: 0 Scheidsrechter: Paweł Raczkowski | Vinícius 45' (pen.) Bruma 56' |               |            | Drommel, Mwene, Ramalho , Boscagli (Obispo '57), Mauro Júnior, Sangaré, Götze (Van Ginkel '70), Gutiérrez (Pröpper '70), Doan (Antonisse '87), Vinícius (Vertessen '58), Bruma | Siebenhandl, Jäger, Affengruber, Wütrich (Geyrhofer '75), Dante (Gazibegović '46 ), Sarkaria, Stanković (Borković '62), Ljubić, Kuen (Prass '62), Yeboah (Niangbo '62), Jantscher ( 62') |  |
| Stadion: Philips Stadion, Eindhoven Toeschouwers: 0 Scheidsrechter: Paweł Raczkowski |                               |               |            | Drommel, Mwene, Ramalho , Boscagli (Obispo '57), Mauro Júnior, Sangaré, Götze (Van Ginkel '70), Gutiérrez (Pröpper '70), Doan (Antonisse '87), Vinícius (Vertessen '58), Bruma | Siebenhandl, Jäger, Affengruber, Wütrich (Geyrhofer '75), Dante (Gazibegović '46 ), Sarkaria, Stanković (Borković '62), Ljubić, Kuen (Prass '62), Yeboah (Niangbo '62), Jantscher ( 62') |  |
| Stadion: Philips Stadion, Eindhoven Toeschouwers: 0 Scheidsrechter: Paweł Raczkowski |                               |               |            | Drommel, Mwene, Ramalho , Boscagli (Obispo '57), Mauro Júnior, Sangaré, Götze (Van Ginkel '70), Gutiérrez (Pröpper '70), Doan (Antonisse '87), Vinícius (Vertessen '58), Bruma | Siebenhandl, Jäger, Affengruber, Wütrich (Geyrhofer '75), Dante (Gazibegović '46 ), Sarkaria, Stanković (Borković '62), Ljubić, Kuen (Prass '62), Yeboah (Niangbo '62), Jantscher ( 62') |  |
|                                                                                      |                               |               |            | | |  |

| Wedstrijd 6/6: 9 december 2021, 18:45 uur                                        | Real Sociedad                           | 3 – 0 (1 – 0) | PSV | Opstelling Real Sociedad | Opstelling PSV |  |
| Stadion: Anoeta, San Sebastian Toeschouwers: 24.940 Scheidsrechter: Felix Zwayer | Oyarzabal 43' (pen.), 62' Sørloth 90+3' |               |     | Remiro, Zaldúa, Elustondo ( 85'), Le Normand, Muñoz, Portu (Barrenetxea '70), Zubimendi (Gorosabel '85), Zubeldia, Oyarzabal (Pacheco '85), Isak (Sørloth '81), Januzaj (Turrientes '70) | Drommel, Mwene (Teze '68), Ramalho ( 62'), Boscagli , Mauro Júnior (Max '86), Sangaré '74, Götze , Gutiérrez, Doan (Madueke '62 (Vertessen '68)), Gakpo (Vinícius '62 ), Bruma |  |
| Stadion: Anoeta, San Sebastian Toeschouwers: 24.940 Scheidsrechter: Felix Zwayer |                                         |               |     | Remiro, Zaldúa, Elustondo ( 85'), Le Normand, Muñoz, Portu (Barrenetxea '70), Zubimendi (Gorosabel '85), Zubeldia, Oyarzabal (Pacheco '85), Isak (Sørloth '81), Januzaj (Turrientes '70) | Drommel, Mwene (Teze '68), Ramalho ( 62'), Boscagli , Mauro Júnior (Max '86), Sangaré '74, Götze , Gutiérrez, Doan (Madueke '62 (Vertessen '68)), Gakpo (Vinícius '62 ), Bruma |  |
| Stadion: Anoeta, San Sebastian Toeschouwers: 24.940 Scheidsrechter: Felix Zwayer |                                         |               |     | Remiro, Zaldúa, Elustondo ( 85'), Le Normand, Muñoz, Portu (Barrenetxea '70), Zubimendi (Gorosabel '85), Zubeldia, Oyarzabal (Pacheco '85), Isak (Sørloth '81), Januzaj (Turrientes '70) | Drommel, Mwene (Teze '68), Ramalho ( 62'), Boscagli , Mauro Júnior (Max '86), Sangaré '74, Götze , Gutiérrez, Doan (Madueke '62 (Vertessen '68)), Gakpo (Vinícius '62 ), Bruma |  |
|                                                                                  |                                         |               |     | | |  |

## Europa Conference League

#### Tussenronde
| Wedstrijd 1/2: 17 februari 2022, 18:45 uur                                            | PSV       | 1 – 0 (1 – 0) | Maccabi Tel Aviv | Opstelling PSV | Opstelling Maccabi Tel Aviv |  |
| Stadion: Philips Stadion, Eindhoven Toeschouwers: 14.280 Scheidsrechter: Glenn Nyberg | Gakpo 11' |               |                  | Drommel, Mwene (Doan '46), Teze , Max, Mauro Júnior , Veerman, Götze, Gutiérrez, Madueke (Vertessen '61), Zahavi (Bruma '87), Gakpo | Peretz, Geraldes, Nachmias, Baltaxa (Davidzada '88), Saborit, Shamir (Yeini ( 73') ), Glazer (Golasa '73), Biton (Ben Haim '73), Kanichowsky, Jovanović (Kuwas '63), Perica |  |
| Stadion: Philips Stadion, Eindhoven Toeschouwers: 14.280 Scheidsrechter: Glenn Nyberg |           |               |                  | Drommel, Mwene (Doan '46), Teze , Max, Mauro Júnior , Veerman, Götze, Gutiérrez, Madueke (Vertessen '61), Zahavi (Bruma '87), Gakpo | Peretz, Geraldes, Nachmias, Baltaxa (Davidzada '88), Saborit, Shamir (Yeini ( 73') ), Glazer (Golasa '73), Biton (Ben Haim '73), Kanichowsky, Jovanović (Kuwas '63), Perica |  |
| Stadion: Philips Stadion, Eindhoven Toeschouwers: 14.280 Scheidsrechter: Glenn Nyberg |           |               |                  | Drommel, Mwene (Doan '46), Teze , Max, Mauro Júnior , Veerman, Götze, Gutiérrez, Madueke (Vertessen '61), Zahavi (Bruma '87), Gakpo | Peretz, Geraldes, Nachmias, Baltaxa (Davidzada '88), Saborit, Shamir (Yeini ( 73') ), Glazer (Golasa '73), Biton (Ben Haim '73), Kanichowsky, Jovanović (Kuwas '63), Perica |  |
|                                                                                       |           |               |                  | | |  |

| Wedstrijd 2/2: 24 februari 2022, 18:45 uur                                               | Maccabi Tel Aviv | 1 – 1 (0 – 0) | PSV           | Opstelling Maccabi Tel Aviv | Opstelling PSV |  |
| Stadion: Bloomfieldstadion, Tel Aviv Toeschouwers: 28.058 Scheidsrechter: Harald Lechner | Saborit 90'      |               | 84' Vertessen | Peretz, Yeini , Nachmias (Kandil '81), Saborit, Baltaxa (Davidzada '87), Kanichowsky, Glazer , Kuwas (Ben Haim '85), Biton (Golasa '85), Jovanović, Perica | Drommel, Mauro Júnior, Teze, Boscagli, Max, Sangaré, Götze , Gutiérrez , Madueke (Vertessen '74), Zahavi (Vinícius '65), Doan (Bruma '65) |  |
| Stadion: Bloomfieldstadion, Tel Aviv Toeschouwers: 28.058 Scheidsrechter: Harald Lechner |                  |               |               | Peretz, Yeini , Nachmias (Kandil '81), Saborit, Baltaxa (Davidzada '87), Kanichowsky, Glazer , Kuwas (Ben Haim '85), Biton (Golasa '85), Jovanović, Perica | Drommel, Mauro Júnior, Teze, Boscagli, Max, Sangaré, Götze , Gutiérrez , Madueke (Vertessen '74), Zahavi (Vinícius '65), Doan (Bruma '65) |  |
| Stadion: Bloomfieldstadion, Tel Aviv Toeschouwers: 28.058 Scheidsrechter: Harald Lechner |                  |               |               | Peretz, Yeini , Nachmias (Kandil '81), Saborit, Baltaxa (Davidzada '87), Kanichowsky, Glazer , Kuwas (Ben Haim '85), Biton (Golasa '85), Jovanović, Perica | Drommel, Mauro Júnior, Teze, Boscagli, Max, Sangaré, Götze , Gutiérrez , Madueke (Vertessen '74), Zahavi (Vinícius '65), Doan (Bruma '65) |  |
| Bijz.: Totaalscore: Maccabi Tel Aviv – PSV: 1 – 2                                        |                  |               |               | | |  |

#### Achtste finale
| Wedstrijd 1/2: 10 maart 2022, 21:00 uur                                               | PSV                                | 4 – 4 (1 – 3) | FC Kopenhagen                                     | Opstelling PSV | Opstelling FC Kopenhagen |  |
| Stadion: Philips Stadion, Eindhoven Toeschouwers: 26.003 Scheidsrechter: Craig Pawson | Gakpo 21', 70' Doan 50' Zahavi 85' |               | 6' Bergmann Jóhannesson 22', 78' Biel 43' Lerager | Drommel, Mauro Júnior, Teze , Obispo, Max, Sangaré (Vinícius '83), Veerman (Doan '46), Gutiérrez , Madueke (Zahavi '46), Götze, Gakpo | Grabara, Ankersen, Vavro, Boilesen , Kristiansen , Stage, Lerager (Höjlund '86 ), Falk, Bergmann Jóhannesson (Diks '64), Biel, Bøving (Bardghji '75) |  |
| Stadion: Philips Stadion, Eindhoven Toeschouwers: 26.003 Scheidsrechter: Craig Pawson |                                    |               |                                                   | Drommel, Mauro Júnior, Teze , Obispo, Max, Sangaré (Vinícius '83), Veerman (Doan '46), Gutiérrez , Madueke (Zahavi '46), Götze, Gakpo | Grabara, Ankersen, Vavro, Boilesen , Kristiansen , Stage, Lerager (Höjlund '86 ), Falk, Bergmann Jóhannesson (Diks '64), Biel, Bøving (Bardghji '75) |  |
| Stadion: Philips Stadion, Eindhoven Toeschouwers: 26.003 Scheidsrechter: Craig Pawson |                                    |               |                                                   | Drommel, Mauro Júnior, Teze , Obispo, Max, Sangaré (Vinícius '83), Veerman (Doan '46), Gutiérrez , Madueke (Zahavi '46), Götze, Gakpo | Grabara, Ankersen, Vavro, Boilesen , Kristiansen , Stage, Lerager (Höjlund '86 ), Falk, Bergmann Jóhannesson (Diks '64), Biel, Bøving (Bardghji '75) |  |
|                                                                                       |                                    |               |                                                   | | |  |

| Wedstrijd 2/2: 17 maart 2022, 18:45 uur                                         | FC Kopenhagen | 0 – 4 (0 – 2) | PSV                                     | Opstelling FC Kopenhagen | Opstelling PSV |  |
| Stadion: Parken, Kopenhagen Toeschouwers: 30.337 Scheidsrechter: William Collum |               |               | 10', 79' Zahavi 38' Götze 90+1' Madueke | Johnsson, Ankersen (Jelert '46), Vavro , Boilesen , Diks , Stage (Höjlund '83), Lerager, Bergmann Jóhannesson, Bardghji (Sahsah '75), Biel (Baldursson '82), Bøving (Khocholava '46) | Drommel, Mauro Júnior, Teze ( 90'), Boscagli, Max, Sangaré, Götze ( 53') (Vertessen '90), Gutiérrez (Bruma '90), Doan (Madueke '83), Zahavi (Vinícius '83), Gakpo (Veerman '53) |  |
| Stadion: Parken, Kopenhagen Toeschouwers: 30.337 Scheidsrechter: William Collum |               |               |                                         | Johnsson, Ankersen (Jelert '46), Vavro , Boilesen , Diks , Stage (Höjlund '83), Lerager, Bergmann Jóhannesson, Bardghji (Sahsah '75), Biel (Baldursson '82), Bøving (Khocholava '46) | Drommel, Mauro Júnior, Teze ( 90'), Boscagli, Max, Sangaré, Götze ( 53') (Vertessen '90), Gutiérrez (Bruma '90), Doan (Madueke '83), Zahavi (Vinícius '83), Gakpo (Veerman '53) |  |
| Stadion: Parken, Kopenhagen Toeschouwers: 30.337 Scheidsrechter: William Collum |               |               |                                         | Johnsson, Ankersen (Jelert '46), Vavro , Boilesen , Diks , Stage (Höjlund '83), Lerager, Bergmann Jóhannesson, Bardghji (Sahsah '75), Biel (Baldursson '82), Bøving (Khocholava '46) | Drommel, Mauro Júnior, Teze ( 90'), Boscagli, Max, Sangaré, Götze ( 53') (Vertessen '90), Gutiérrez (Bruma '90), Doan (Madueke '83), Zahavi (Vinícius '83), Gakpo (Veerman '53) |  |
| Bijz.: Totaalscore: FC Kopenhagen – PSV: 4 – 8                                  |               |               |                                         | | |  |

#### Kwartfinale
| Wedstrijd 1/2: 7 april 2022, 21:00 uur                                                    | Leicester City | 0 – 0 | PSV | Opstelling Leicester City | Opstelling PSV |  |
| Stadion: King Power Stadium, Leicester Toeschouwers: 31.327 Scheidsrechter: Ivan Kružliak |                |       |     | Schmeichel , Pereira (Justin '67), Fofana, Evans, Castagne, Maddison, Tielemans, Dewsbury-Hall, Albrighton (Daka '81), Iheanacho (Lookman '67), Barnes | Mvogo, Mauro Júnior (Teze '90+2), Ramalho, Boscagli, Max, Sangaré, Götze, Veerman, Madueke (Bruma '82), Zahavi (Doan '69), Gakpo (Van Ginkel '90+1 ) |  |
| Stadion: King Power Stadium, Leicester Toeschouwers: 31.327 Scheidsrechter: Ivan Kružliak |                |       |     | Schmeichel , Pereira (Justin '67), Fofana, Evans, Castagne, Maddison, Tielemans, Dewsbury-Hall, Albrighton (Daka '81), Iheanacho (Lookman '67), Barnes | Mvogo, Mauro Júnior (Teze '90+2), Ramalho, Boscagli, Max, Sangaré, Götze, Veerman, Madueke (Bruma '82), Zahavi (Doan '69), Gakpo (Van Ginkel '90+1 ) |  |
| Stadion: King Power Stadium, Leicester Toeschouwers: 31.327 Scheidsrechter: Ivan Kružliak |                |       |     | Schmeichel , Pereira (Justin '67), Fofana, Evans, Castagne, Maddison, Tielemans, Dewsbury-Hall, Albrighton (Daka '81), Iheanacho (Lookman '67), Barnes | Mvogo, Mauro Júnior (Teze '90+2), Ramalho, Boscagli, Max, Sangaré, Götze, Veerman, Madueke (Bruma '82), Zahavi (Doan '69), Gakpo (Van Ginkel '90+1 ) |  |
|                                                                                           |                |       |     | | |  |

| Wedstrijd 2/2: 14 april 2022, 18:45 uur                                                                                     | PSV        | 1 – 2 (1 – 0) | Leicester City           | Opstelling PSV | Opstelling Leicester City |  |
| Stadion: Philips Stadion, Eindhoven Toeschouwers: 35.000 Scheidsrechter: Benoît Bastien                                     | Zahavi 27' |               | 77' Maddison 88' Pereira | Mvogo, Mauro Júnior, Teze, Ramalho, Max (Oppegård '74), Sangaré, Gutiérrez (Bruma '90), Veerman (Doan '82), Gakpo , Zahavi (Vinícius '82), Götze | Schmeichel , Pereira, Fofana, Evans, Castagne , Maddison, Tielemans, Dewsbury-Hall, Albrighton (Daka '46), Iheanacho (Pérez '65), Barnes (Lookman '46) |  |
| Stadion: Philips Stadion, Eindhoven Toeschouwers: 35.000 Scheidsrechter: Benoît Bastien                                     |            |               |                          | Mvogo, Mauro Júnior, Teze, Ramalho, Max (Oppegård '74), Sangaré, Gutiérrez (Bruma '90), Veerman (Doan '82), Gakpo , Zahavi (Vinícius '82), Götze | Schmeichel , Pereira, Fofana, Evans, Castagne , Maddison, Tielemans, Dewsbury-Hall, Albrighton (Daka '46), Iheanacho (Pérez '65), Barnes (Lookman '46) |  |
| Stadion: Philips Stadion, Eindhoven Toeschouwers: 35.000 Scheidsrechter: Benoît Bastien                                     |            |               |                          | Mvogo, Mauro Júnior, Teze, Ramalho, Max (Oppegård '74), Sangaré, Gutiérrez (Bruma '90), Veerman (Doan '82), Gakpo , Zahavi (Vinícius '82), Götze | Schmeichel , Pereira, Fofana, Evans, Castagne , Maddison, Tielemans, Dewsbury-Hall, Albrighton (Daka '46), Iheanacho (Pérez '65), Barnes (Lookman '46) |  |
| Bijz.: Totaalscore: PSV – Leicester City: 1 – 2, hierdoor was PSV uitgeschakeld in de Europa Conference League dit seizoen. |            |               |                          | | |  |

## TOTO KNVB Beker

#### Eerste ronde
- PSV heeft voor de eerste ronde een vrijstelling gekregen, omdat ze zich hebben geplaatst voor de Europese clubhoofdtoernooi.

#### Tweede ronde
| 15 december 2021, 21:00 uur                                                                | PSV           | 2 – 0 (1 – 0) | Fortuna Sittard | Opstelling PSV | Opstelling Fortuna Sittard |  |
| Stadion: Philips Stadion, Eindhoven Toeschouwers: 0 Scheidsrechter: Martin van den Kerkhof | Doan 28', 62' |               |                 | Drommel, Mwene, Ramalho , Obispo, Max (Teze '61), Doan (Ledezma '82), Gutiérrez , Götze (Bruma '46), Sangaré, Vertessen (Romero '72), Vinícius (Gakpo '46) | Van Osch, Ferati, Angha (Tirpan '46), Pinto ( 46'), Janssen (Lonwijk '46), Baghdadi (Semedo '71), Musaba (Hogervorst '81), Johansson, Noslin (Celtik '75), Sambou, Hansson |  |
| Stadion: Philips Stadion, Eindhoven Toeschouwers: 0 Scheidsrechter: Martin van den Kerkhof |               |               |                 | Drommel, Mwene, Ramalho , Obispo, Max (Teze '61), Doan (Ledezma '82), Gutiérrez , Götze (Bruma '46), Sangaré, Vertessen (Romero '72), Vinícius (Gakpo '46) | Van Osch, Ferati, Angha (Tirpan '46), Pinto ( 46'), Janssen (Lonwijk '46), Baghdadi (Semedo '71), Musaba (Hogervorst '81), Johansson, Noslin (Celtik '75), Sambou, Hansson |  |
| Stadion: Philips Stadion, Eindhoven Toeschouwers: 0 Scheidsrechter: Martin van den Kerkhof |               |               |                 | Drommel, Mwene, Ramalho , Obispo, Max (Teze '61), Doan (Ledezma '82), Gutiérrez , Götze (Bruma '46), Sangaré, Vertessen (Romero '72), Vinícius (Gakpo '46) | Van Osch, Ferati, Angha (Tirpan '46), Pinto ( 46'), Janssen (Lonwijk '46), Baghdadi (Semedo '71), Musaba (Hogervorst '81), Johansson, Noslin (Celtik '75), Sambou, Hansson |  |
|                                                                                            |               |               |                 | | |  |

#### Achtste finale
| 20 januari 2022, 18:45 uur                                                        | PSV                   | 2 – 1 (1 – 1) | Telstar   | Opstelling PSV | Opstelling Telstar |  |
| Stadion: Philips Stadion, Eindhoven Toeschouwers: 0 Scheidsrechter: Rob Dieperink | Bruma 32' Veerman 61' |               | 17' Aktaş | Drommel, Mwene, Boscagli, Obispo, Max, Gutiérrez, Veerman (Van Ginkel '90+1) , Götze (Romero '65), Vertessen (Zahavi '65), Fofana (Gakpo '46 ( 46')), Bruma (Doan '46) | Koeman, Tugarinov, Aktaş, Molenaar, Zakir (Akoy '78), Dijkstra (Vlijter '68), Van Doorm, Kökçü (Smit '81), Fernandes, Plet , Van Velzen (Giovanni '77) |  |
| Stadion: Philips Stadion, Eindhoven Toeschouwers: 0 Scheidsrechter: Rob Dieperink |                       |               |           | Drommel, Mwene, Boscagli, Obispo, Max, Gutiérrez, Veerman (Van Ginkel '90+1) , Götze (Romero '65), Vertessen (Zahavi '65), Fofana (Gakpo '46 ( 46')), Bruma (Doan '46) | Koeman, Tugarinov, Aktaş, Molenaar, Zakir (Akoy '78), Dijkstra (Vlijter '68), Van Doorm, Kökçü (Smit '81), Fernandes, Plet , Van Velzen (Giovanni '77) |  |
| Stadion: Philips Stadion, Eindhoven Toeschouwers: 0 Scheidsrechter: Rob Dieperink |                       |               |           | Drommel, Mwene, Boscagli, Obispo, Max, Gutiérrez, Veerman (Van Ginkel '90+1) , Götze (Romero '65), Vertessen (Zahavi '65), Fofana (Gakpo '46 ( 46')), Bruma (Doan '46) | Koeman, Tugarinov, Aktaş, Molenaar, Zakir (Akoy '78), Dijkstra (Vlijter '68), Van Doorm, Kökçü (Smit '81), Fernandes, Plet , Van Velzen (Giovanni '77) |  |
|                                                                                   |                       |               |           | | |  |

#### Kwartfinale
| 8 februari 2022, 19:00 uur | PSV                                 | 4 – 0 (3 – 0) | NAC Breda | Opstelling PSV | Opstelling NAC Breda |  |
| Stadion: Philips Stadion, Eindhoven Toeschouwers: 12.500 Scheidsrechter: Martin van den Kerkhof Video-assistent: Jeroen Manschot | Madueke 8' Götze 28', 40' Gakpo 79' |               |           | Drommel, Mwene , Teze ( 80'), Boscagli, Max, Sangaré, Götze (Veerman '63), Gutiérrez (Bakayoko '80), Madueke (Doan '46), Zahavi (Vertessen '63), Gakpo (Vinícius '80) | Olij , Ligeon, Malone, Adiléhou, Hilterman, De Rooij, Seuntjens (Van Schuppen '86), Agougil (Rutten '46), Cagro, Velanas, Bannis (Azzagari '60) |  |
| Stadion: Philips Stadion, Eindhoven Toeschouwers: 12.500 Scheidsrechter: Martin van den Kerkhof Video-assistent: Jeroen Manschot |                                     |               |           | Drommel, Mwene , Teze ( 80'), Boscagli, Max, Sangaré, Götze (Veerman '63), Gutiérrez (Bakayoko '80), Madueke (Doan '46), Zahavi (Vertessen '63), Gakpo (Vinícius '80) | Olij , Ligeon, Malone, Adiléhou, Hilterman, De Rooij, Seuntjens (Van Schuppen '86), Agougil (Rutten '46), Cagro, Velanas, Bannis (Azzagari '60) |  |
| Stadion: Philips Stadion, Eindhoven Toeschouwers: 12.500 Scheidsrechter: Martin van den Kerkhof Video-assistent: Jeroen Manschot |                                     |               |           | Drommel, Mwene , Teze ( 80'), Boscagli, Max, Sangaré, Götze (Veerman '63), Gutiérrez (Bakayoko '80), Madueke (Doan '46), Zahavi (Vertessen '63), Gakpo (Vinícius '80) | Olij , Ligeon, Malone, Adiléhou, Hilterman, De Rooij, Seuntjens (Van Schuppen '86), Agougil (Rutten '46), Cagro, Velanas, Bannis (Azzagari '60) |  |
| |                                     |               |           | | |  |

#### Halve finale
| 2 maart 2022, 20:00 uur                                                                                               | Go Ahead Eagles | 1 – 2 (1 – 1) | PSV                    | Opstelling Go Ahead Eagles | Opstelling PSV |  |
| Stadion: De Adelaarshorst, Deventer Toeschouwers: 9.924 Scheidsrechter: Pol van Boekel Video-assistent: Dennis Higler | Córdoba 36'     |               | 43' Zahavi 69' Veerman | Noppert, Martina, Nauber, Kramer '45+2, Kuipers , Rommens (Lucassen '68), Brouwers (Heil '74), Botos (Idzes '46), Oratmangoen , Córdoba (Cardona '67), Lidberg (Deijl '46) | Drommel, Mauro Júnior (Van Ginkel '90+1), Teze, Boscagli, Max, Sangaré, Götze , Gutiérrez, Madueke (Doan '85), Zahavi (Vinícius '68), Veerman |  |
| Stadion: De Adelaarshorst, Deventer Toeschouwers: 9.924 Scheidsrechter: Pol van Boekel Video-assistent: Dennis Higler |                 |               |                        | Noppert, Martina, Nauber, Kramer '45+2, Kuipers , Rommens (Lucassen '68), Brouwers (Heil '74), Botos (Idzes '46), Oratmangoen , Córdoba (Cardona '67), Lidberg (Deijl '46) | Drommel, Mauro Júnior (Van Ginkel '90+1), Teze, Boscagli, Max, Sangaré, Götze , Gutiérrez, Madueke (Doan '85), Zahavi (Vinícius '68), Veerman |  |
| Stadion: De Adelaarshorst, Deventer Toeschouwers: 9.924 Scheidsrechter: Pol van Boekel Video-assistent: Dennis Higler |                 |               |                        | Noppert, Martina, Nauber, Kramer '45+2, Kuipers , Rommens (Lucassen '68), Brouwers (Heil '74), Botos (Idzes '46), Oratmangoen , Córdoba (Cardona '67), Lidberg (Deijl '46) | Drommel, Mauro Júnior (Van Ginkel '90+1), Teze, Boscagli, Max, Sangaré, Götze , Gutiérrez, Madueke (Doan '85), Zahavi (Vinícius '68), Veerman |  |
| |                 |               |                        | | |  |

#### Finale
| 17 april 2022, 18:00 uur                                                                                                  | PSV                     | 2 – 1 (0 – 1) | Ajax            | Opstelling PSV | Opstelling Ajax |  |
| Stadion: Stadion Feijenoord, Rotterdam Toeschouwers: 42.824 Scheidsrechter: Danny Makkelie Video-assistent: Dennis Higler | Gutiérrez 48' Gakpo 50' |               | 23' Gravenberch | Mvogo, Mauro Júnior, Teze , Ramalho ( 68'), Max , Veerman (Bruma '68), Gutiérrez, Götze , Sangaré, Zahavi (Vertessen '81 (Van Ginkel '90+1)), Gakpo (Doan '68) | Stekelenburg, Mazraoui (Haller '72), Timber, Martínez , Blind, Klaassen (Kudus '86), Álvarez (Schuurs '72), Gravenberch , Berghuis (Ihattaren '86), Brobbey, Tadić |  |
| Stadion: Stadion Feijenoord, Rotterdam Toeschouwers: 42.824 Scheidsrechter: Danny Makkelie Video-assistent: Dennis Higler |                         |               |                 | Mvogo, Mauro Júnior, Teze , Ramalho ( 68'), Max , Veerman (Bruma '68), Gutiérrez, Götze , Sangaré, Zahavi (Vertessen '81 (Van Ginkel '90+1)), Gakpo (Doan '68) | Stekelenburg, Mazraoui (Haller '72), Timber, Martínez , Blind, Klaassen (Kudus '86), Álvarez (Schuurs '72), Gravenberch , Berghuis (Ihattaren '86), Brobbey, Tadić |  |
| Stadion: Stadion Feijenoord, Rotterdam Toeschouwers: 42.824 Scheidsrechter: Danny Makkelie Video-assistent: Dennis Higler |                         |               |                 | Mvogo, Mauro Júnior, Teze , Ramalho ( 68'), Max , Veerman (Bruma '68), Gutiérrez, Götze , Sangaré, Zahavi (Vertessen '81 (Van Ginkel '90+1)), Gakpo (Doan '68) | Stekelenburg, Mazraoui (Haller '72), Timber, Martínez , Blind, Klaassen (Kudus '86), Álvarez (Schuurs '72), Gravenberch , Berghuis (Ihattaren '86), Brobbey, Tadić |  |
| |                         |               |                 | | |  |

## Topscorers
| Nr.                           | Naam                          | Goal |
| ----------------------------- | ----------------------------- | ---- |
| 1.                            | Cody Gakpo                    | 12   |
| 2.                            | Eran Zahavi                   | 11   |
| 3.                            | Ritsu Doan                    | 8    |
| 4.                            | Bruma                         | 7    |
| 5.                            | Yorbe Vertessen               | 6    |
| 5.                            | Carlos Vinícius               | 6    |
| 7.                            | Olivier Boscagli              | 4    |
| 7.                            | Mario Götze                   | 4    |
| 7.                            | Joey Veerman                  | 4    |
| 10.                           | Noni Madueke                  | 3    |
| 10.                           | Phillipp Mwene                | 3    |
| 10.                           | André Ramalho                 | 3    |
| 10.                           | Ibrahim Sangaré               | 3    |
| 14.                           | Mauro Júnior                  | 2    |
| 15.                           | Marco van Ginkel              | 1    |
| 15.                           | Érick Gutiérrez               | 1    |
| 15.                           | Richard Ledezma               | 1    |
| 15.                           | Philipp Max                   | 1    |
| 15.                           | Armando Obispo                | 1    |
| 15.                           | Davy Pröpper                  | 1    |
| 15.                           | Jordan Teze                   | 1    |
| 15.                           | Ryan Thomas                   | 1    |
| Eigen doelpunten tegenstander | Eigen doelpunten tegenstander | 2    |
| Totaal                        | Totaal                        | 86   |

| Nr.                           | Naam            | Goal |
| ----------------------------- | --------------- | ---- |
| 1.                            | Ritsu Doan      | 2    |
| 1.                            | Cody Gakpo      | 2    |
| 1.                            | Mario Götze     | 2    |
| 1.                            | Joey Veerman    | 2    |
| 5.                            | Bruma           | 1    |
| 5.                            | Érick Gutiérrez | 1    |
| 5.                            | Noni Madueke    | 1    |
| 5.                            | Eran Zahavi     | 1    |
| Eigen doelpunten tegenstander |                 |      |
| Totaal                        | Totaal          | 12   |

| Nr.                           | Naam             | Goal |
| ----------------------------- | ---------------- | ---- |
| 1.                            | Mario Götze      | 3    |
| 1.                            | Eran Zahavi      | 3    |
| 3.                            | Cody Gakpo       | 2    |
| 3.                            | Noni Madueke     | 2    |
| 5.                            | Bruma            | 1    |
| 5.                            | Marco van Ginkel | 1    |
| Eigen doelpunten tegenstander |                  |      |
| Totaal                        | Totaal           | 12   |

| Nr.                           | Naam            | Goal |
| ----------------------------- | --------------- | ---- |
| 1.                            | Cody Gakpo      | 2    |
| 2.                            | Bruma           | 1    |
| 2.                            | Mario Götze     | 1    |
| 2.                            | Philipp Max     | 1    |
| 2.                            | Ibrahim Sangaré | 1    |
| 2.                            | Yorbe Vertessen | 1    |
| 2.                            | Carlos Vinícius | 1    |
| 2.                            | Eran Zahavi     | 1    |
| Eigen doelpunten tegenstander |                 |      |
| Totaal                        | Totaal          | 9    |

| Nr.                           | Naam            | Goal |
| ----------------------------- | --------------- | ---- |
| 1.                            | Eran Zahavi     | 4    |
| 2.                            | Cody Gakpo      | 3    |
| 3.                            | Ritsu Doan      | 1    |
| 3.                            | Mario Götze     | 1    |
| 3.                            | Noni Madueke    | 1    |
| 3.                            | Yorbe Vertessen | 1    |
| Eigen doelpunten tegenstander |                 |      |
| Totaal                        | Totaal          | 11   |

## Assists
| Nr.    | Naam               | Assist |
| ------ | ------------------ | ------ |
| 1.     | Cody Gakpo         | 13     |
| 2.     | Eran Zahavi        | 7      |
| 3.     | Carlos Vinícius    | 6      |
| 4.     | Joey Veerman       | 5      |
| 5.     | Mario Götze        | 4      |
| 5.     | Mauro Júnior       | 4      |
| 5.     | Jordan Teze        | 4      |
| 8.     | Bruma              | 3      |
| 8.     | Noni Madueke       | 3      |
| 8.     | Philipp Max        | 3      |
| 8.     | Yorbe Vertessen    | 3      |
| 12.    | Érick Gutiérrez    | 2      |
| 12.    | André Ramalho      | 2      |
| 12.    | Ibrahim Sangaré    | 2      |
| 12.    | Maximiliano Romero | 2      |
| 16.    | Ritsu Doan         | 1      |
| 16.    | Marco van Ginkel   | 1      |
| 16.    | Phillipp Mwene     | 1      |
| 16.    | Davy Pröpper       | 1      |
| Totaal | Totaal             | 67     |

| Nr.    | Naam            | Assist |
| ------ | --------------- | ------ |
| 1.     | Ibrahim Sangaré | 2      |
| 1.     | Joey Veerman    | 2      |
| 2.     | Mario Götze     | 1      |
| 2.     | Noni Madueke    | 1      |
| 2.     | Mauro Júnior    | 1      |
| 2.     | Phillipp Mwene  | 1      |
| 2.     | Yorbe Vertessen | 1      |
| Totaal | Totaal          | 9      |

| Nr.    | Naam          | Assist |
| ------ | ------------- | ------ |
| 1.     | Eran Zahavi   | 3      |
| 2.     | Philipp Max   | 2      |
| 3.     | Mario Götze   | 1      |
| 3.     | Mauro Júnior  | 1      |
| 3.     | Noni Madueke  | 1      |
| 3.     | André Ramalho | 1      |
| Totaal | Totaal        | 9      |

| Nr.    | Naam             | Assist |
| ------ | ---------------- | ------ |
| 1.     | Mario Götze      | 3      |
| 2.     | Ritsu Doan       | 1      |
| 2.     | Marco van Ginkel | 1      |
| 2.     | Phillipp Mwene   | 1      |
| 2.     | Carlos Vinícius  | 1      |
| Totaal | Totaal           | 7      |

| Nr.    | Naam            | Goal |
| ------ | --------------- | ---- |
| 1.     | Mario Götze     | 2    |
| 2.     | Bruma           | 1    |
| 2.     | Ritsu Doan      | 1    |
| 2.     | Cody Gakpo      | 1    |
| 2.     | Érick Gutiérrez | 1    |
| 2.     | Noni Madueke    | 1    |
| 2.     | Philipp Max     | 1    |
| 2.     | Mauro Júnior    | 1    |
| Totaal | Totaal          | 9    |

## Spelersstatistieken
Legenda
| - W = Wedstrijden - = Doelpunten | - = Gele kaarten (exclusief 2x geel) - = 2x gele kaart in 1 wedstrijd - = Rode kaarten (exclusief 2x geel) | - 0 (0) = Basisspeler (invalspeler) - Kaarten zijn bij elkaar opgeteld van alle officiële wedstrijden. |

| Nr. | Naam               | Eredivisie | Eredivisie | KNVB Beker | KNVB Beker | Europa | Europa | Overige | Overige | Totaal  | Totaal | Kaarten | Kaarten | Kaarten |
| Nr. | Naam               | W          | Goal       | W          | Goal       | W      | Goal   | W       | Goal    | W       | Goal   |         |         |         |
| --- | ------------------ | ---------- | ---------- | ---------- | ---------- | ------ | ------ | ------- | ------- | ------- | ------ | ------- | ------- | ------- |
| 3   | Jordan Teze        | 23 (6)     | 1          | 3 (1)      | 0          | 7 (7)  | 0      | 0 (1)   | 0       | 33 (15) | 1      | 8       | 0       | 0       |
| 4   | Armando Obispo     | 10 (7)     | 1          | 2          | 0          | 4 (4)  | 0      | 0 (1)   | 0       | 16 (12) | 1      | 5       | 0       | 0       |
| 4   | Nick Viergever     | 0 (1)      | 0          | 0          | 0          | 0 (1)  | 0      | 0       | 0       | 0 (2)   | 0      | 0       | 0       | 0       |
| 5   | André Ramalho      | 19 (1)     | 3          | 2          | 0          | 14     | 0      | 1       | 0       | 36 (1)  | 3      | 5       | 0       | 0       |
| 6   | Ibrahim Sangaré    | 26 (3)     | 3          | 4          | 0          | 15     | 1      | 1       | 0       | 46 (3)  | 4      | 4       | 2       | 0       |
| 7   | Eran Zahavi        | 21 (4)     | 11         | 3 (1)      | 1          | 14 (2) | 8      | 1       | 0       | 39 (7)  | 20     | 1       | 0       | 0       |
| 8   | Marco van Ginkel   | 13 (10)    | 1          | 0 (3)      | 0          | 8 (3)  | 1      | 1       | 0       | 22 (16) | 2      | 5       | 0       | 0       |
| 9   | Carlos Vinícius    | 10 (13)    | 6          | 1 (2)      | 0          | 3 (7)  | 1      | 0       | 0       | 14 (22) | 7      | 8       | 0       | 0       |
| 10  | Noni Madueke       | 11 (7)     | 3          | 2          | 1          | 12 (2) | 3      | 1       | 2       | 26 (9)  | 9      | 0       | 0       | 0       |
| 11  | Cody Gakpo         | 22 (5)     | 12         | 2 (2)      | 2          | 14 (1) | 7      | 1       | 0       | 39 (8)  | 21     | 2       | 0       | 0       |
| 13  | Vincent Müller     | 0          | 0          | 0          | 0          | 0      | 0      | 0       | 0       | 0       | 0      | 0       | 0       | 0       |
| 14  | Davy Pröpper       | 3 (6)      | 1          | 0          | 0          | 1 (5)  | 0      | 0 (1)   | 0       | 4 (12)  | 1      | 1       | 0       | 0       |
| 15  | Érick Gutiérrez    | 20 (5)     | 1          | 5          | 1          | 8 (1)  | 0      | 0       | 0       | 33 (6)  | 2      | 7       | 0       | 0       |
| 16  | Joël Drommel       | 26         | 0          | 4          | 0          | 16     | 0      | 1       | 0       | 47      | 0      | 0       | 0       | 0       |
| 17  | Mauro Júnior       | 25 (2)     | 2          | 2          | 0          | 8 (3)  | 0      | 0       | 0       | 35 (5)  | 2      | 5       | 0       | 0       |
| 18  | Olivier Boscagli   | 26 (2)     | 4          | 3          | 0          | 14     | 0      | 1       | 0       | 44 (2)  | 4      | 6       | 1       | 0       |
| 18  | Pablo Rosario      | 0          | 0          | 0          | 0          | 0 (1)  | 0      | 0       | 0       | 0 (1)   | 0      | 0       | 0       | 0       |
| 19  | Bruma              | 12 (16)    | 7          | 1 (2)      | 1          | 2 (13) | 2      | 0       | 0       | 15 (31) | 10     | 2       | 0       | 0       |
| 20  | Maximiliano Romero | 1 (9)      | 0          | 0 (2)      | 0          | 0 (1)  | 0      | 0       | 0       | 1 (12)  | 0      | 0       | 0       | 0       |
| 21  | Maxime Delanghe    | 0          | 0          | 0          | 0          | 0      | 0      | 0       | 0       | 0       | 0      | 0       | 0       | 0       |
| 23  | Joey Veerman       | 12 (3)     | 4          | 3 (1)      | 2          | 4 (1)  | 0      | 0       | 0       | 19 (5)  | 6      | 0       | 0       | 0       |
| 25  | Ritsu Doan         | 17 (7)     | 8          | 1 (4)      | 2          | 6 (4)  | 1      | 0       | 0       | 24 (15) | 11     | 1       | 0       | 0       |
| 27  | Mario Götze        | 26 (3)     | 4          | 5          | 2          | 17     | 5      | 1       | 1       | 49 (3)  | 12     | 8       | 0       | 0       |
| 29  | Phillipp Mwene     | 16 (3)     | 3          | 3          | 0          | 12     | 0      | 1       | 0       | 32 (3)  | 3      | 2       | 0       | 0       |
| 30  | Ryan Thomas        | 1 (5)      | 1          | 0          | 0          | 0 (3)  | 0      | 0       | 0       | 1 (8)   | 1      | 1       | 0       | 0       |
| 31  | Philipp Max        | 21 (4)     | 1          | 5          | 0          | 16 (1) | 1      | 1       | 0       | 43 (5)  | 2      | 5       | 0       | 0       |
| 32  | Yorbe Vertessen    | 5 (19)     | 6          | 2 (2)      | 0          | 2 (12) | 2      | 0 (1)   | 1       | 9 (35)  | 9      | 0       | 0       | 0       |
| 35  | Fredrik Oppegård   | 0 (1)      | 0          | 0          | 0          | 0 (1)  | 0      | 0 (1)   | 0       | 0 (3)   | 0      | 0       | 0       | 0       |
| 37  | Richard Ledezma    | 0 (5)      | 1          | 0 (1)      | 0          | 0      | 0      | 0       | 0       | 0 (6)   | 1      | 0       | 0       | 0       |
| 38  | Yvon Mvogo         | 8          | 0          | 1          | 0          | 2      | 0      | 0       | 0       | 11      | 0      | 0       | 0       | 0       |
| 42  | Fodé Fofana        | 0          | 0          | 1          | 0          | 0 (1)  | 0      | 0       | 0       | 1 (1)   | 0      | 0       | 0       | 0       |
| 43  | Dennis Vos         | 0 (1)      | 0          | 0          | 0          | 0      | 0      | 0       | 0       | 0 (1)   | 0      | 0       | 0       | 0       |
| 54  | Johan Bakayoko     | 0 (3)      | 0          | 0 (1)      | 0          | 0      | 0      | 0       | 0       | 0 (4)   | 0      | 0       | 0       | 0       |
| 57  | Jeremy Antonisse   | 0          | 0          | 0          | 0          | 0 (1)  | 0      | 0       | 0       | 0 (1)   | 0      | 0       | 0       | 0       |
| 58  | Jenson Seelt       | 0 (1)      | 0          | 0          | 0          | 0      | 0      | 0       | 0       | 0 (1)   | 0      | 0       | 0       | 0       |